# Oberursel (Taunus)

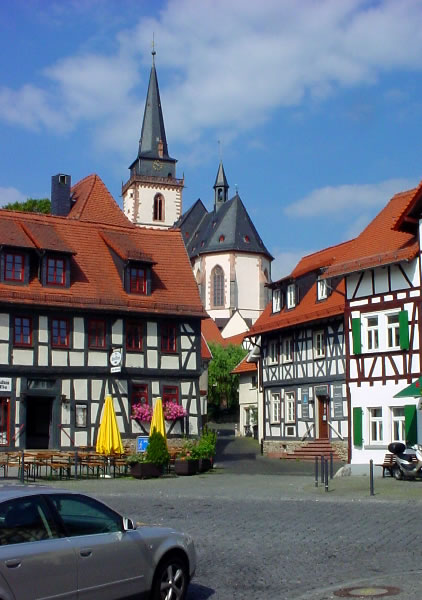
Blick auf den Malerwinkel

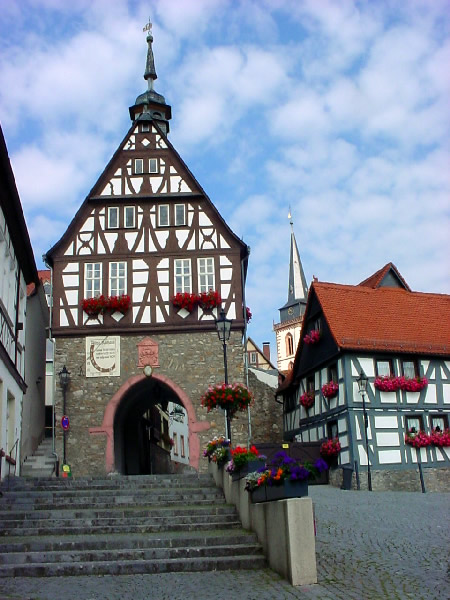
Historisches Rathaus

Oberursel (Taunus), umgangssprachlich auch Orschel und historisch latinisiert Vrsellis, ist mit 46.736 Einwohnern (31. Dezember 2024) nach Bad Homburg vor der Höhe die zweitgrößte Stadt im Hochtaunuskreis, die dreizehntgrößte in Hessen sowie die 219. größte in Deutschland. Oberursel grenzt unmittelbar an die Stadt Frankfurt am Main.
Oberursel ist wie die Nachbarstädte Königstein, Kronberg und Bad Homburg für seine bevorzugten und verhältnismäßig teuren und gehobenen Wohnlagen bekannt. Zudem wies die Stadt Oberursel im Jahr 2020 wie die Region einen weit überdurchschnittlichen Kaufkraftindex von 137,1 % des Bundesdurchschnitts auf.

## Geographie

### Geographische Lage
Oberursel liegt im südlichen Hochtaunuskreis und damit im Einzugsgebiet der Metropole Frankfurt am Main. Die Stadt befindet sich im Übergangsgebiet des Taunus zur Oberrheinischen Tiefebene, das Stadtgebiet wird vom Urselbach durchflossen. In unmittelbarer Nähe von Oberursel liegt der Große Feldberg.

### Ausdehnung und Lage des Stadtgebietes
Die größte Nord-Süd-Ausdehnung in Oberursel beträgt 7,2 Kilometer, die größte Ost-West-Ausdehnung 13,0 Kilometer.
Höhenangaben
- Krebsmühle (Weißkirchen): 138 m ü. NN
- Rathaus: 198 m ü. NN
- Hohemark: 300 m ü. NN
- Höchster Punkt im Taunus: 820 m ü. NN

### Nachbargemeinden
Oberursel grenzt im Nordwesten an die Gemeinde Schmitten im Taunus, im Nordosten an die Stadt Bad Homburg vor der Höhe, im Südosten an die kreisfreie Stadt Frankfurt am Main mit den Stadtteilen Niederursel und Kalbach-Riedberg, im Süden an die Stadt Steinbach (Taunus) sowie im Südwesten an die Städte Kronberg im Taunus und Königstein im Taunus.

### Stadtgliederung
Oberursel besteht neben der Kernstadt Oberursel (Mitte und Nord) aus den Stadtteilen Bommersheim (ca. 5000 Einwohnern), Oberstedten (6433 Einwohner), Stierstadt (5326 Einwohner) und Weißkirchen (4733 Einwohner). Gemäß § 3 der Hauptsatzung der Stadt Oberursel (Taunus) wurde für jeden der sechs Stadtteile je ein Ortsbezirk gebildet. Diese entsprechen teilweise jedoch nicht Gemarkungsgrenzen
Bommersheim wurde 1929 eingemeindet. Die weiteren Ortsteile sind mit der Gebietsreform von 1972 in Oberursel aufgegangen.

### Klima
Da der Taunushang viele aus Nordwest kommende Regenwolken bereits vor den Stadtgrenzen abfängt, ist das Wetter in Oberursel meist etwas freundlicher, als es für die Region vorausgesagt wird. Man nennt es das „Orscheler Sonnenloch“, das heißt das Loch in den Wolken, die ringsumher die Sonne verdecken – nur nicht in Oberursel. Auf dem Gebiet der Stadt Oberursel befindet sich ein Einstiegsportal in den Heilklimapark Hochtaunus.

## Geschichte

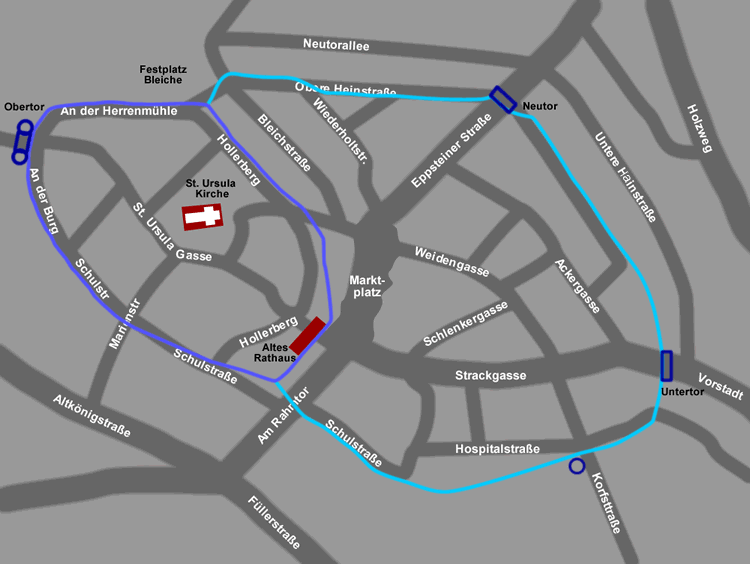
Oberurseler Stadtmauer

Eine auf den 26. April 791 datierte Urkunde im Lorscher Codex über eine Schenkung an das Kloster Lorsch gilt als erste urkundliche Erwähnung des Dorfes „Ursella“. Ein Mann namens Suicger übereignete dem Kloster 60 Morgen, einen Knecht und zwei Hofstätten in den Orten Ursella und Steorstat (Stierstadt). Im Jahre 880 wird eine Kirche erwähnt als „monasterium ad Ursellam“, 1317 wird Marktverkehr bezeugt. 1444 wurden der Stadt Stadtrechte verliehen. Zwei Jahre später wurde die Stadtbefestigung fertig gestellt. Da die Stadt im 15. Jahrhundert rasant gewachsen war, wurden die Mauern 1481 nach Osten erweitert. In den 20er Jahren des 16. Jahrhunderts wurde eine Lateinschule neben der Kirche eröffnet; von dieser sind heute keine Spuren mehr zu sehen.
1535 gelangte Oberursel unter die Herrschaft des Grafen Ludwig zu Stolberg und wurde protestantisch. 1557 gründete Nicolaus Henricus eine Druckerei, die er bis 1597 betrieb. Weiterhin wirkten am Druckort Ursel (lat. Vrsellis) 1598–1606 Cornelius Sutorius und 1607–1623 Bartholomäus Busch, Wendel Junghen und Wendel Meckel.
1581 fiel die gesamte Grafschaft Königstein an Kurmainz, was zu einer Rekatholisierung der Stadt im Zuge der Gegenreformation führte. Besonders herausragendes Gewerbe der Stadt war im Spätmittelalter und der frühen Neuzeit vor allem die Tuchmacherei.

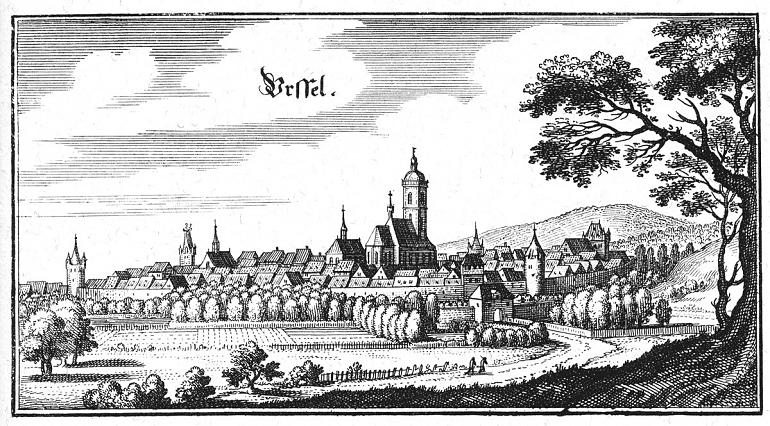
Mattaeus Merian: Ansicht von Oberursel (1646)

Im Dreißigjährigen Krieg wurde die Stadt zweimal, 1622 und 1645, zerstört, die Einwohnerzahl sank von 1600 auf 600. 1645 waren fast alle Häuser abgebrannt, nur drei, das alte Rathaus, eine Bäckerstube sowie ein Wohnhaus nahe dem Marktplatz, brannten nicht ab. Deshalb stammen heute die ältesten Häuser in der Oberurseler Altstadt aus dem 17. Jahrhundert. Das benachbarte Mittelursel ging vollständig unter. In der Folge entsteht im Urselbachtal ein großes Mühlengewerbe, auch mit Papiermühlen sowie Eisen- und Kupferhämmern.
1803/1806 wurde Oberursel im Zuge der Säkularisation von Kurmainz nassauisch. Die Stadt blieb aber trotz des nun protestantischen Herrscherhauses katholisch geprägt. 1866 wurde Oberursel preußisch.
1858 hielt die Industrialisierung durch die Errichtung einer Baumwollspinnerei in Oberursel Einzug. 1860 wurde Oberursel an die Eisenbahn zwischen Bad Homburg vor der Höhe und Frankfurt angeschlossen, 1899 kam die Lokalbahn hinzu, die die Hohemark anfuhr (heutige Linie U3 der U-Bahn Frankfurt).
Im Zweiten Weltkrieg befand sich auf einem Gelände im Norden der Stadt das so genannte Dulag Luft, ein Durchgangslager der Luftwaffe. Dort wurden alle abgeschossenen Flugzeugbesatzungen der Amerikaner und Briten von Spezialisten der deutschen Luftwaffe verhört. Am 30. März 1945 wurde Oberursel von Truppen der 3. US-Armee besetzt. US-Militär übernahm das Dulag-Gelände und richtete in den bestehenden Gebäuden das Camp King ein. Im sogenannten „Haus Alaska“ in der Hohemarkstraße wurden zunächst hochrangige Nationalsozialisten wie Reinhard Gehlen sowie der Hitler-Attentäter Rudolf-Christoph von Gersdorff interniert und verhört. „Camp King“ war bis in die 1990er-Jahre ein wichtiger Stützpunkt der in Deutschland stationierten US-Streitkräfte. Heute ist es ein Wohngebiet.
Die Stadt Oberursel richtete vom 10. bis 19. Juni 2011 den 51. Hessentag aus.

### Kirchen

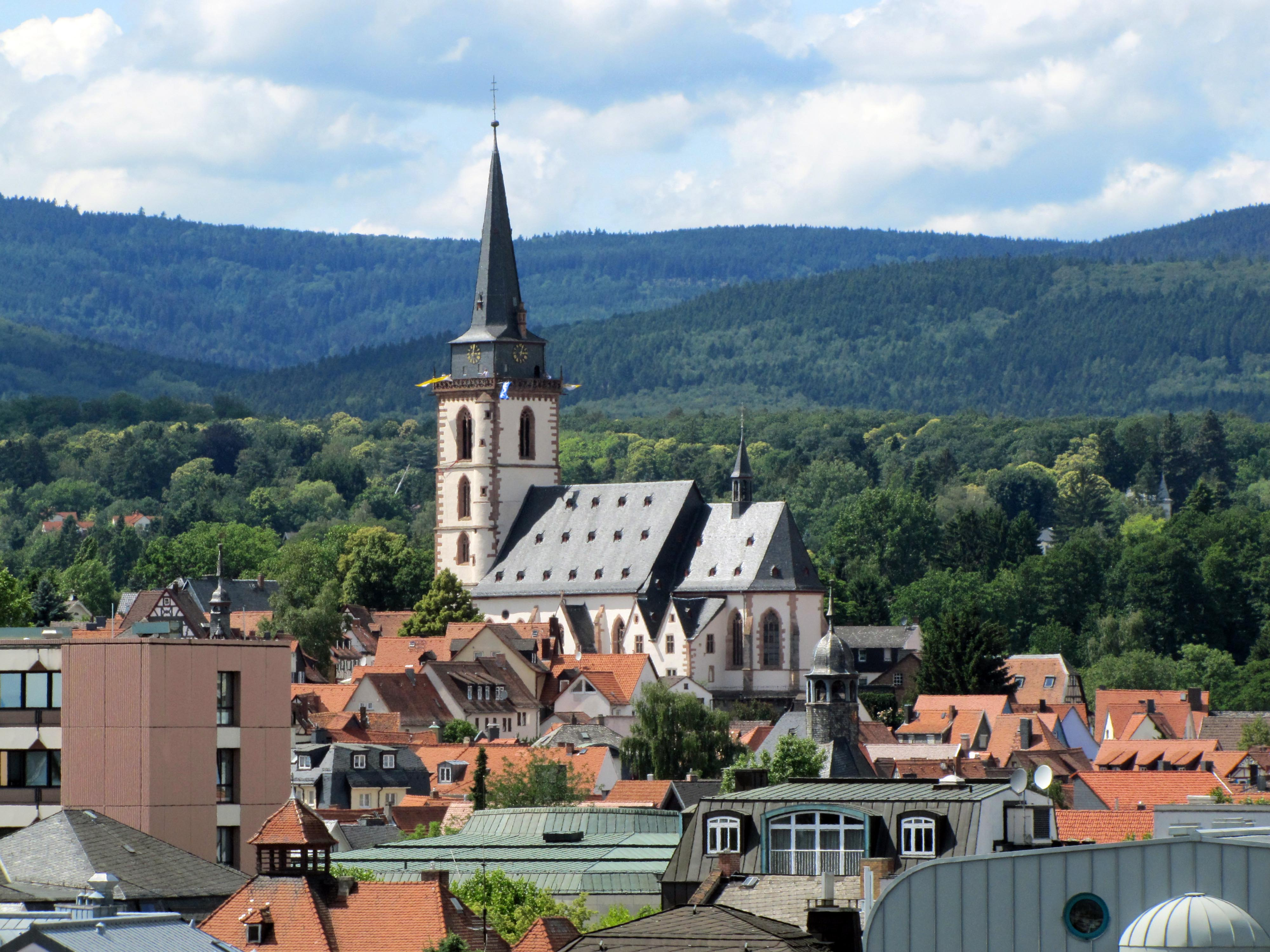
St. Ursula

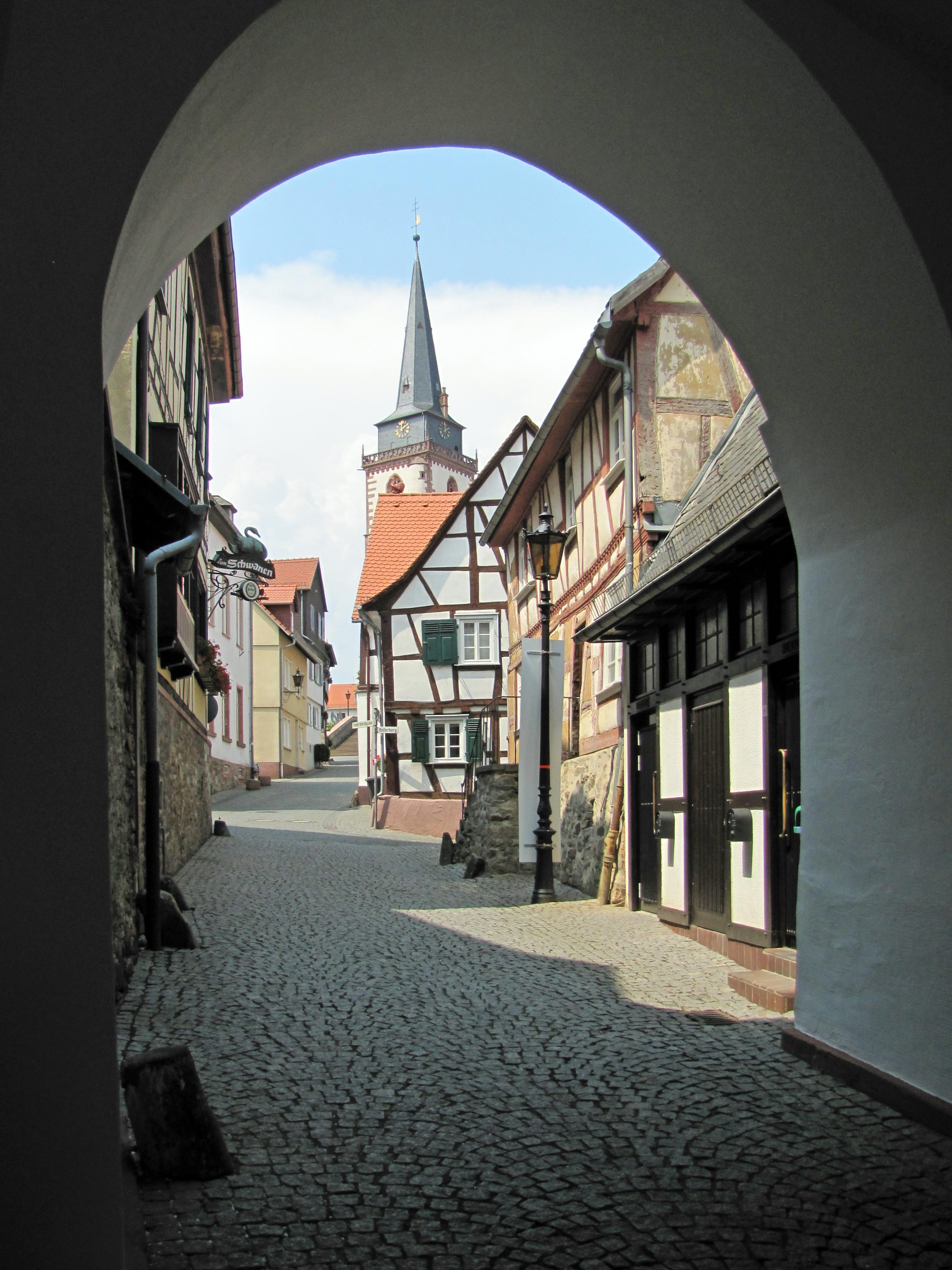
Aufgang vom Marktplatz zur Kirche St. Ursula

Das eigentliche Stadtgebiet Oberursels ist römisch-katholisch geprägt. Eine Vorgängerkirche von St. Ursula wurde bereits seit 880 in Urkunden erwähnt. Die heutige katholische Kirche St. Ursula wurde ab Mitte des 15. Jahrhunderts bis Anfang des 16. Jahrhunderts erbaut. Danach wurde sie im Dreißigjährigen Krieg noch zweimal zerstört und wiederaufgebaut. Neben der katholischen Kirche findet sich die evangelisch-unierte Kirche mit mehreren Kirchengemeinden. Weiter gibt es die evangelisch-lutherische St.-Johannes-Gemeinde, die zum Kirchenbezirk Hessen-Süd der Selbständigen Evangelisch-Lutherischen Kirche gehört. Ihre sonntäglich gefeierten lutherischen Messen sind einzigartig in Oberursel. Direkter Nachbar ist die Lutherische Theologische Hochschule Oberursel, an der die lutherischen Pfarrer der Selbständigen Evangelisch-Lutherischen Kirche ihr Studium der Evangelischen Theologie absolvieren.

#### St. Ursula
St. Ursula ist die römisch-katholische Hauptkirche der Stadt und der Heiligen Ursula von Köln gewidmet, der die Stadt Oberursel auch ihren Namen verdankt. Der heutige Bau wurde ab dem 15. Jahrhundert begonnen, 1659 wurde die Kirche geweiht. Der Kirchturm beherbergt ein Museum.

#### Christuskirche
Koordinaten: 50° 11′ 56″ N, 8° 34′ 44,1″ O
Die Christuskirche wurde 1913 von den Karlsruher Architekten Curjel & Moser im Jugendstil errichtet und 1914 eingeweiht. Die Baukosten betrugen 226.484,92 Mark. Die heute unter Denkmalschutz stehende Kirche ist die größte evangelische Kirche in Oberursel.
Sie ersetzte die bisherige evangelische Kirche, das heutige „Ferdinand-Balzer-Haus“. Diese am 24. Oktober 1855 erbaute erste evangelische Kirche am Rahmtor hatte nur 200 Sitzplätze. Gemäß Volkszählung vom 1. Dezember 1910 lebten in Oberursel 3062 evangelische Einwohner, einschließlich Bommersheim, Stierstadt und Weißkirchen.
Das Baugrundstück wurde 1911 vom Turnverein erworben. Ein Grundstückstausch mit der Zivilgemeinde führte zu der heutigen Gestaltung des Areals. Die Kirche selbst ist gegenüber der Straßenflucht 18 Meter nach hinten verschoben, woraus sich ein Vorplatz ergibt. Neben der Kirche steht das Kriegerdenkmal. Daran schließt sich ein öffentlicher Park an.
Die Kirche bietet 504 Sitzplätze im Hauptraum und 464 Sitzplätze auf den Emporen. Das Langhaus ist nicht wie in anderen Gotteshäusern in Schiffe gegliedert, sondern bildet einen nahezu quadratischen Raum. Im Innenraum sind Altar, Kanzel und Orgel axial übereinander angeordnet.
Ein markantes Gestaltungselement der Kirche sind die neun farbig verglasten Fenster über dem Haupteingang und an den Seiten. Diese Werke des Expressionisten August Babberger stellen wichtige Stationen aus dem Leben Jesu dar.
1914 erwarb die Kirchengemeinde für 14.916 Mark vier Bronzeglocken in h, d′, e′ und fis′ mit einem Gesamtgewicht von 5400 Kilogramm. Die drei größeren Glocken wurden bereits 1917 eingezogen und für Rüstungszwecke eingeschmolzen. Dank großzügiger Spenden konnte die Kirchengemeinde bereits Ende 1919 drei neue Glocken erwerben. Eine Stahlglocke in d′ sowie zwei Bronzeglocken in e′ und fis′. Am 29. April 1940 wurden die drei Bronzeglocken erneut eingezogen und eingeschmolzen. Am 13. Dezember 1949 wurde eine Bronzeglocke in e′ erworben. 1961 kam eine weitere in h° hinzu.
1914 wurde eine Orgel von E. F. Walcker & Cie. aus Ludwigsburg eingebaut. Diese Orgel hatte 44 Register und fast 3000 Pfeifen mit einer Länge von bis zu sieben Metern. 1966 wurde eine neue Orgel durch das Unternehmen Hillebrand in Altwarmbüchen erbaut. Dieses Instrument wurde im Jahr 2007 überarbeitet und um drei neue Stimmen auf 36 Register insgesamt erweitert.
Neben der Kirche befindet sich das Ehrenmal für die Gefallenen des Ersten Weltkriegs. Lina von Schauroth entwarf die monumentale Säule mit Mosaik ursprünglich für die Frankfurter Frauenfriedenskirche. Nachdem dieser Entwurf 1919 dort nicht verwirklicht wurde, wurde er auf Betreiben von 27 Vereinen stattdessen in Oberursel umgesetzt und am 12. Oktober 1930 feierlich eingeweiht. Die Mosaike der Säule sind in einem schlechten Zustand. Die Inschrift auf dem Denkmal lautet: Den Trauernden Trost, den Toten zur Ehre, den Lebenden Mahnung, der Jugend zur Lehre. Der quadratische Sockel trägt die Namen von 224 gefallenen Oberurselern. Die Säule wird auf einer Seite eine monumentale Christusgestalt in hellem Gewand dominiert. Der untere Teil der Säule zeigt eine Reihe Soldaten, die sich an den Händen halten. Die 2010 vorgesehene Sanierung soll 170.000 Euro kosten; diese sollen zum größeren Teil durch Spenden aufgebracht werden. Die Säule ist in der Liste der Kulturdenkmäler aufgeführt.

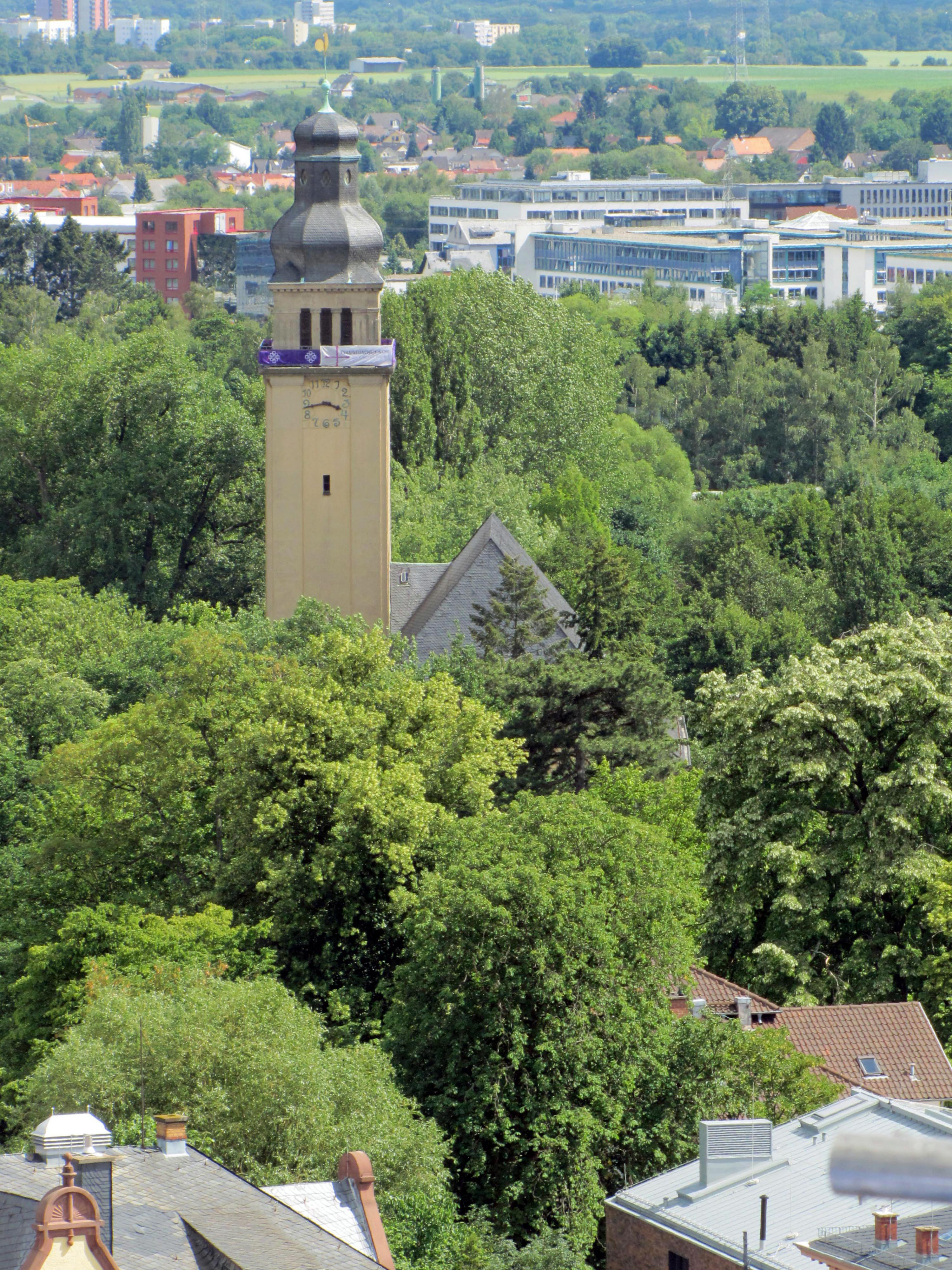
Ansicht von St. Ursula aus
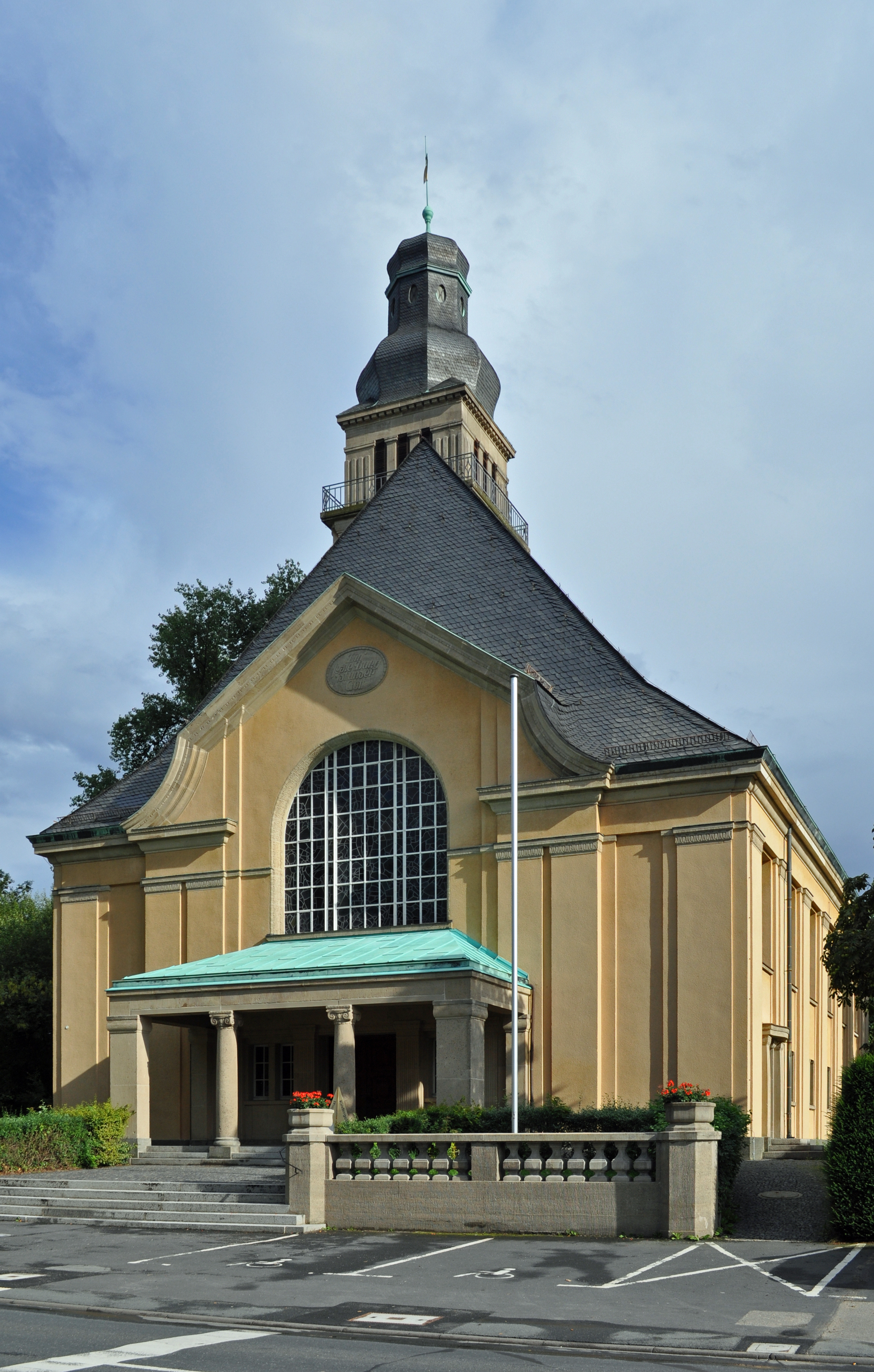
Christuskirche
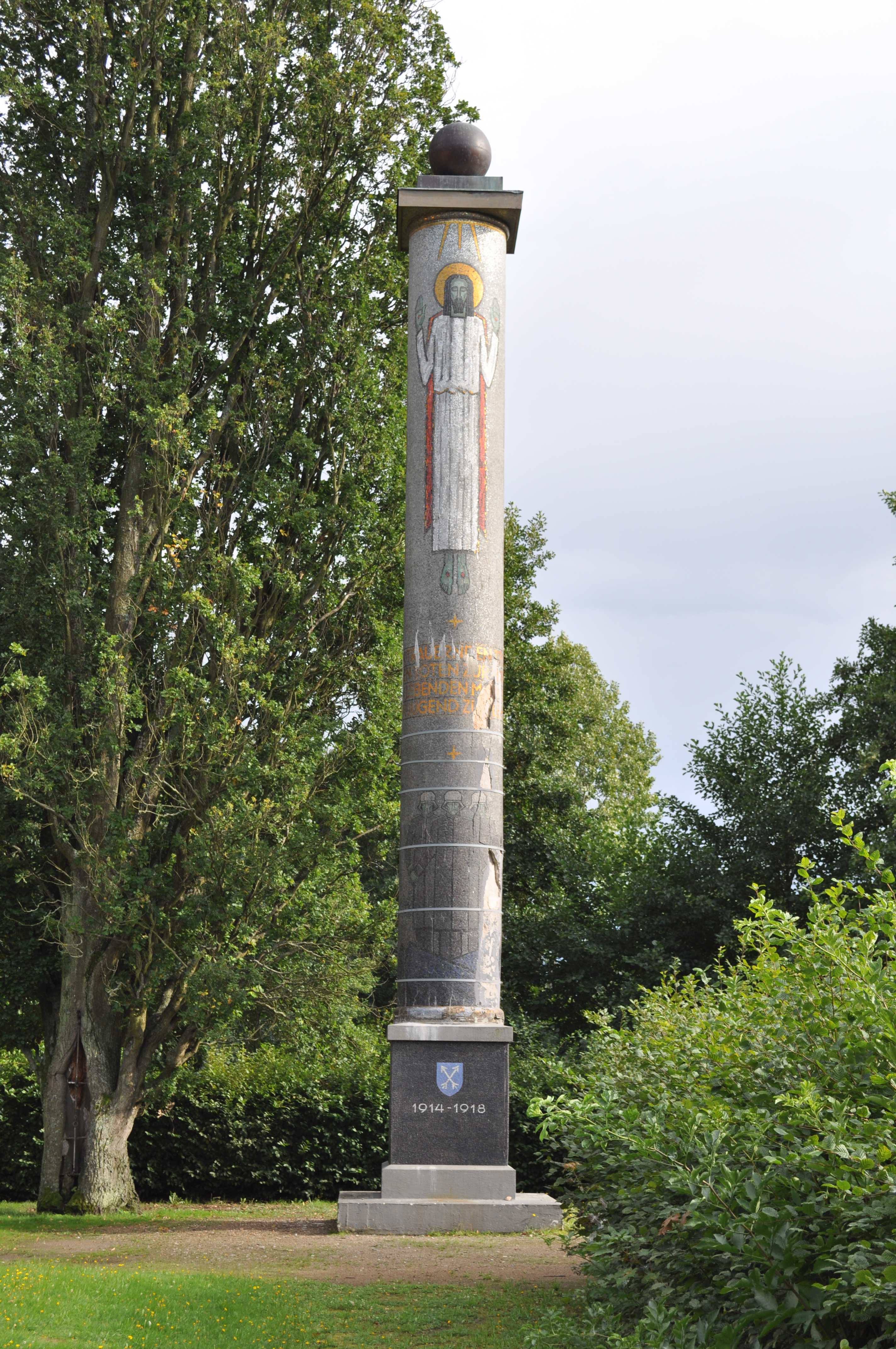
Ehrenmal an der Christuskirche
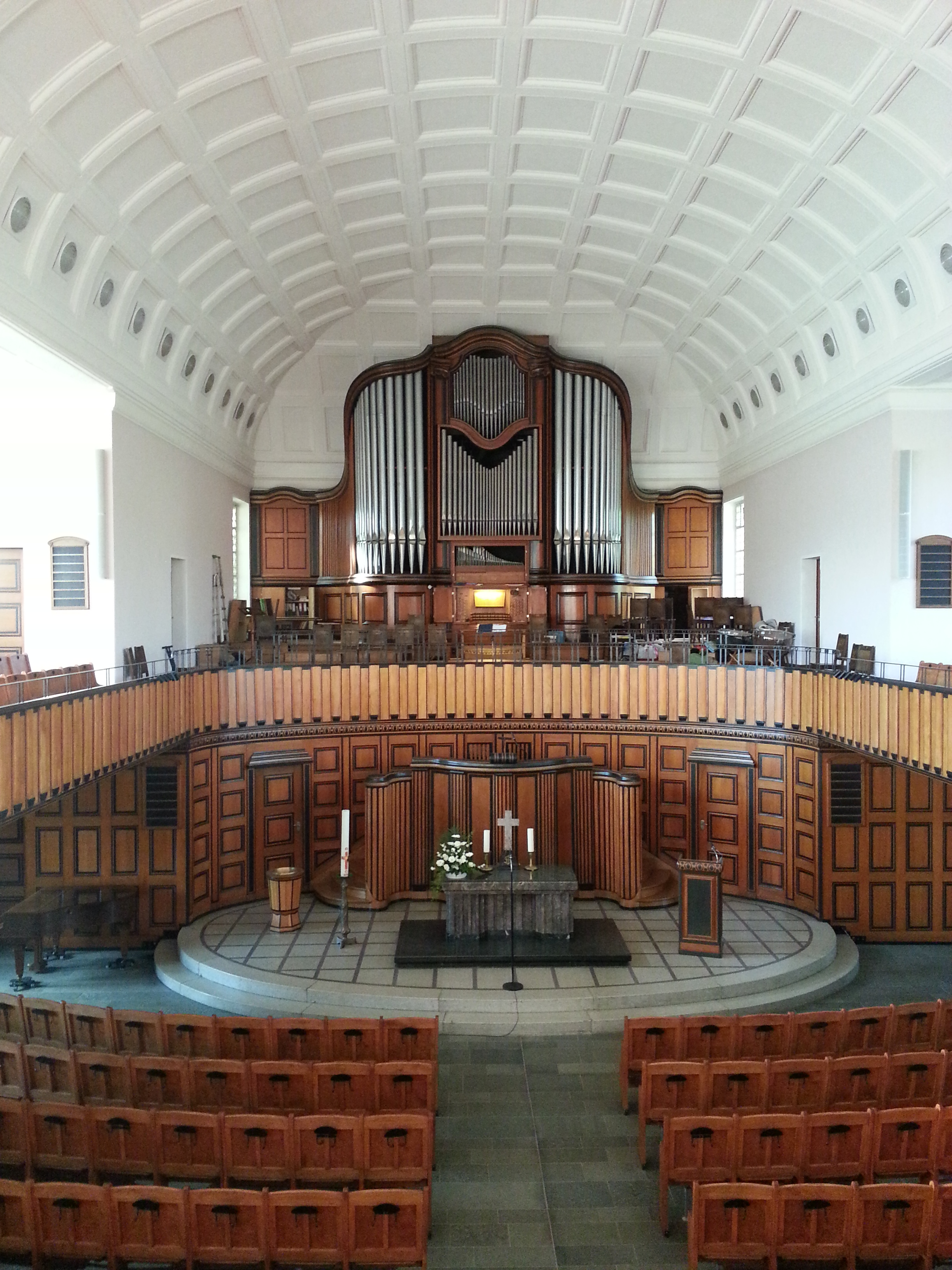
Blick auf den Altar und die Hillebrand-Orgel
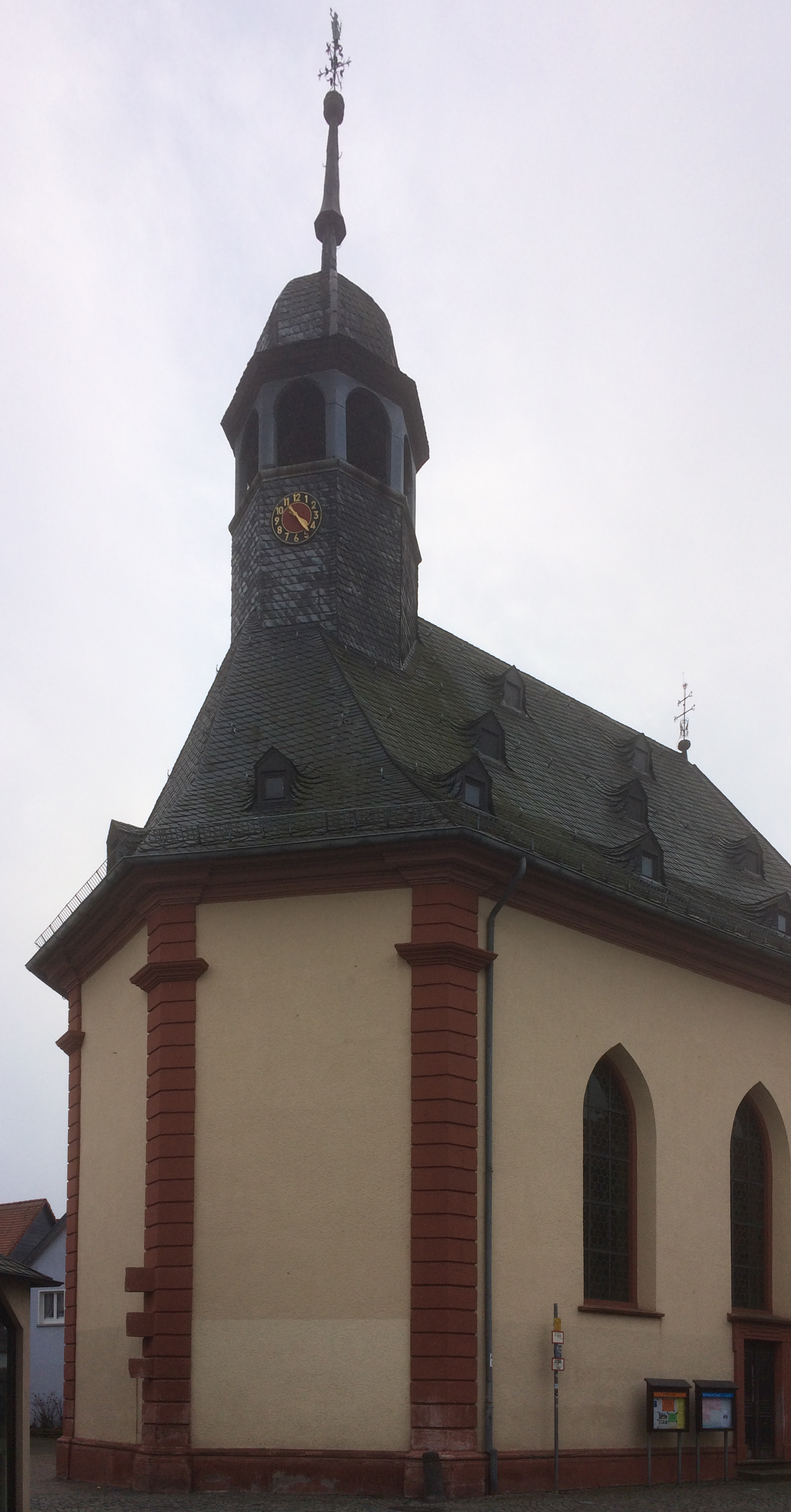
Hospitalkirche

#### Hospitalkirche
Die katholische Hospitalkirche wurde nach einem Entwurf des Maurermeisters Johannes Strasser erbaut, und zwar unter seiner Leitung zusammen mit den eingewanderten Maurermeistern Andreas Borzner aus dem Allgäu und Franz Weisenbach aus Tirol. Die Plastiken stammen zum größten Teil von dem Mainzer Bildhauer Martin Biterich. Am 1. Juli 1728 wurde die Kirche vom Mainzer Weihbischof Kaspar Adolf Schnernauer geweiht. Die Kirche ist der heiligen Barbara geweiht, woraus sich die volkstümliche Bezeichnung Bärbel für die Kirche ableitet.

#### St. Hedwig
Koordinaten: 50° 12′ 42″ N, 8° 33′ 44,1″ O

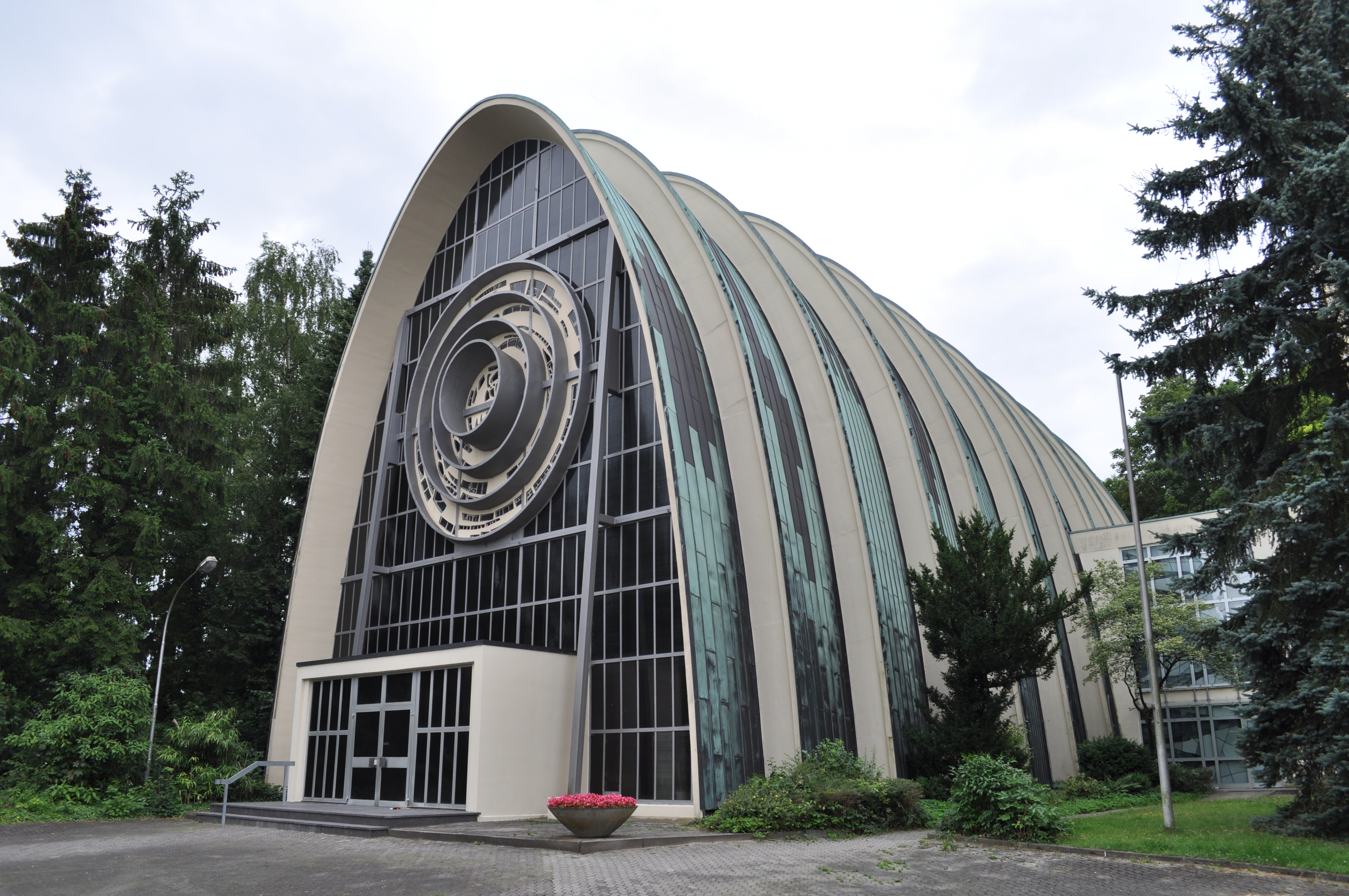
Kirche St. Hedwig, Seitenansicht

Die St.-Hedwigs-Kirche ist ein modernes Bauwerk im Norden der Stadt. Seit dem 1. Dezember 1960 besteht die katholische Pfarrgemeinde St. Hedwig, die jedoch zunächst keine eigene Kirche hatte. Die Gemeinde erwarb das Grundstück einer ehemaligen Fabrik (im Volksmund Sensenwerk oder auch Totenwerk genannt) und begann nach dem Abriss des Werks im Juni 1963 mit dem Bau der Kirche. Domkapitular Hans Seidenather legte am 15. November 1964 den Grundstein. Am 14. Mai 1966 wurde die Kirche durch den Limburger Weihbischof Walther Kampe geweiht.
An diesem ungewöhnlichen Bauwerk fällt das parabelförmig gewölbte Kirchenschiff auf. Das Dach ist mit Kupferblech gedeckt und zeigt den typischen Grünspan. Mit dem Kirchenschiff verbunden ist der wuchtige Turm mit einer Höhe von 32 Metern. Die Kirche verfügt über 500 Sitzplätze, wozu noch weitere 30 Sitzplätze in der Seitenkapelle kommen.

### Konfessionsstatistik
Laut der Volkszählung 2011 waren 28,4 % der Einwohner evangelisch, 27,7 % römisch-katholisch und 43,9 % waren konfessionslos, gehörten einer anderen Religionsgemeinschaft an oder machten keine Angabe. Die Zahl der Katholiken und vor allem die der Protestanten ist seitdem gesunken und mit 53 % sind die Personen, die keiner rechtlich-körperschaftlich verfassten Religionsgemeinschaft angehören, eine Mehrheit der Bevölkerung. Zum 31. Dezember 2019 waren 23,2 % Einwohner evangelisch und 23,8 % katholisch. 53,0 % gehörten anderen Konfessionen oder Religionsgemeinschaften an oder waren konfessionslos. Ein Jahr vorher – zum 31. Dezember 2018 – waren 23,9 % Einwohner evangelisch und 24,6 % katholisch.
Zum Stichtag 15. Mai 2022 waren 21,6 % Einwohner evangelisch und 21,5 % katholisch.

### Eingemeindungen
Die Gemeinde Bommersheim führte jahrelang mit Oberursel Verhandlungen über eine Eingliederung, veranlasst nicht zuletzt durch die unzureichende Trinkwasserversorgung der Gemeinde aus eigenen Brunnen. Am 1. Oktober 1929 wurde die Eingliederung vollzogen. Anlässlich der Gebietsreform in Hessen ließen sich am 1. April 1972 die Gemeinden Oberstedten, Stierstadt und Weißkirchen in die Stadt Oberursel eingliedern.
Für das Gebiet dieser drei Gemeinden wurden per Hauptsatzung Ortsbezirke mit Ortsbeirat und Ortsvorsteher errichtet. Die Grenzen der Ortsbezirke folgen den seitherigen Gemarkungsgrenzen. Für Bommersheim wurde ein Ortsbezirk nicht gebildet. Stattdessen hat Oberursel einen Beirat für die Belange des Stadtteils Bommersheim geschaffen.
In der Hauptsatzung von 2021 wurden schließlich ein eigener Ortsbezirk für Bommersheim geschaffen, der sich an der vorhandenen Gemarkung orientiert, dieser aber nicht exakt folgt.

### Einwohnerentwicklung (Hauptwohnsitz)
- 1542: 01.100
- 1618: 01.600
- 1648: 00.600
- 1799: 07.999
- 1959: 11.000
- 1961: 22.207[23]
- 1970: 24.989[23]
- 1972: 25.000 (vor der Gemeindereform)
- 1972: 37.000 (nach der Gemeindereform)
- 2001: 42.736
- 2004: 42.839
- 2005: 42.852
- 2006: 42.810
- 2007: 43.014
- 2008: 43.309
- 2009: 43.425
- 2010: 43.741
- 2011: 44.075
- 2012: 44.500
- 2013: 44.779
- 2014: 45.248
- 2015: 45.723
- 2016: 45.849 (46.193 nach Angaben der Stadt[26])
- 2017: 46.069
- 2018: 46.248
- 2019: 46.545 (46.935 nach Angaben der Stadt[27])
- 2021: 46.660
- 2023: 47.241

Einwohner mit Hauptwohnsitz in Oberursel nach Stadtteilen:
- Kernstadt einschließlich Bommersheim: 30.443
- Oberstedten: 6.433
- Stierstadt: 5.326
- Weißkirchen: 4.733

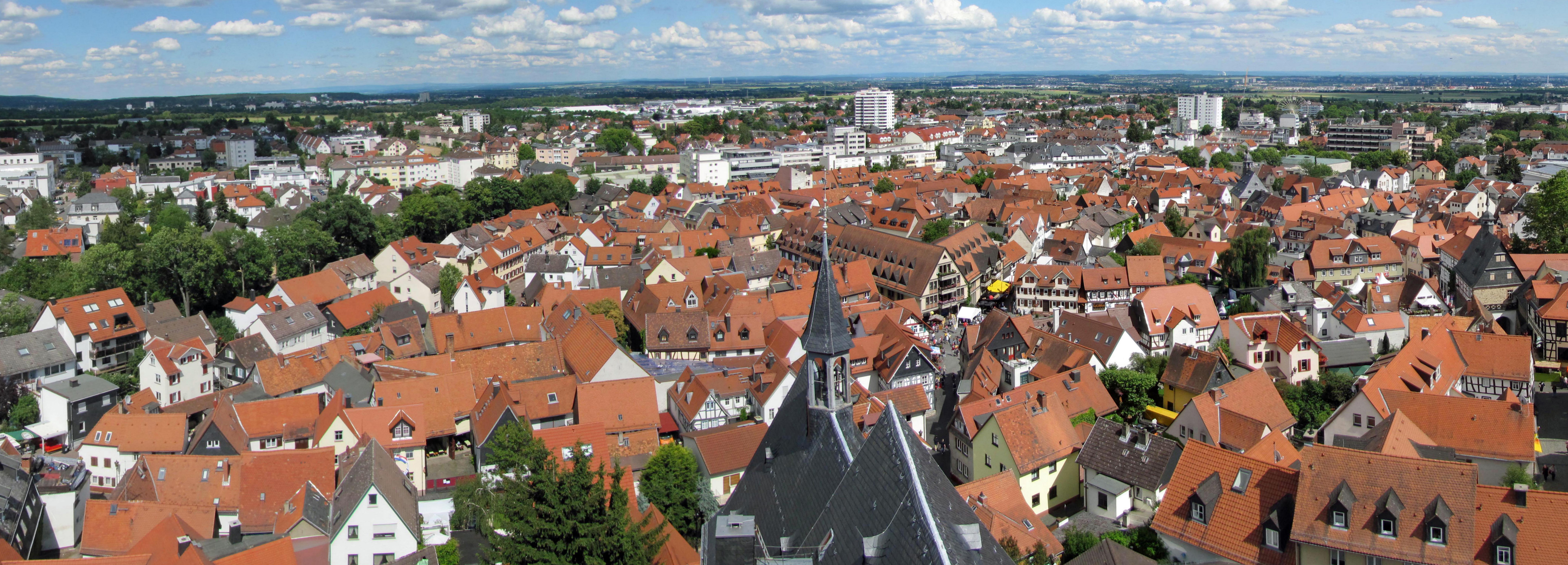
Blick über die Altstadt von der St.-Ursula-Kirche aus

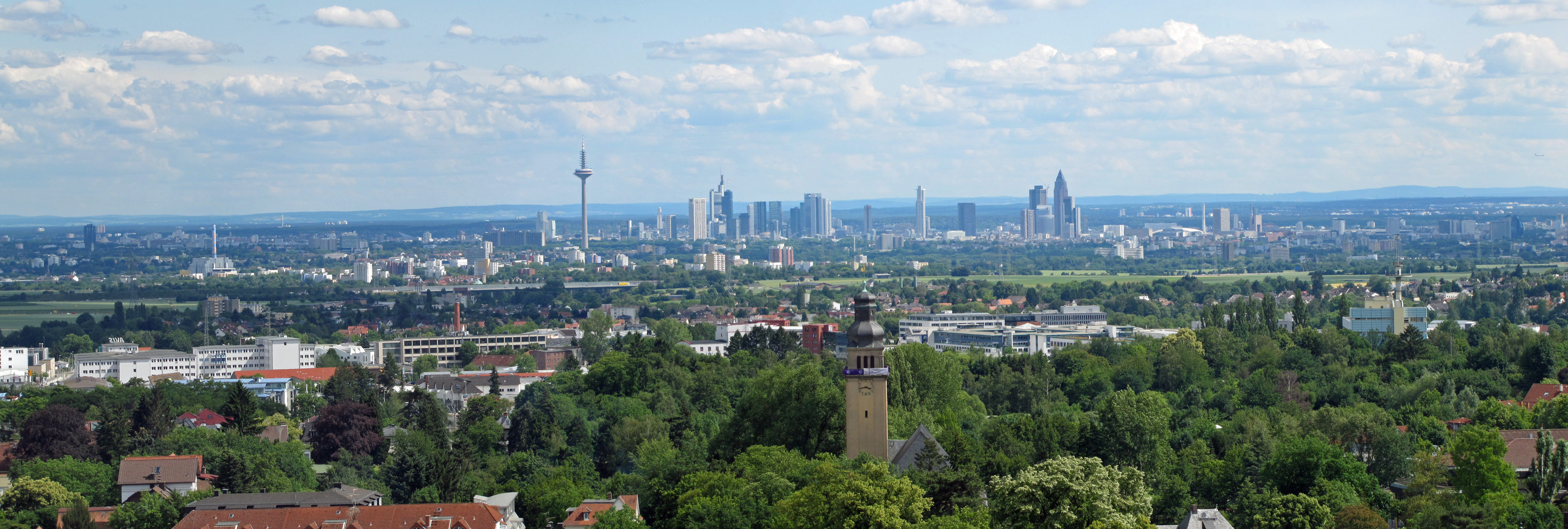
Panorama von Frankfurt von St. Ursula aus

Der Ausländeranteil (Einwohner ohne deutsche Staatsangehörigkeit) lag per 31. Dezember 2019 bei 18,4 Prozent. Im Jahr 2015 waren 120 Nationalitäten vertreten. Staatsangehörige aus Südkorea stellen die größte Ausländergruppe mit 787 Einwohnern dar. Neben Südkorea sind die Herkunftsländer bzw. -gebiete Italien (632 Einwohner), die Türkei (588), Polen (533), Amerika (370), Kroatien (336), Rumänien (291), Indien (287), Spanien (209), Volksrepublik China (200), Afghanistan (193), Frankreich (191), Bulgarien (185) und Österreich (185).

## Politik

### Stadtverordnetenversammlung
Die Stadtverordnetenversammlung ist das oberste Organ der Stadt. Ihre politische Zusammensetzung wird alle fünf Jahre in der Kommunalwahl durch die Wahlbevölkerung der Stadt bestimmt. Wählen darf, wer das 18. Lebensjahr vollendet hat und Deutscher oder Staatsangehöriger eines der übrigen Mitgliedstaaten der Europäischen Union ist. Für alle gilt, dass sie seit mindestens drei Monaten in der Stadt gemeldet sein müssen.
Die Kommunalwahl am 14. März 2021 lieferte folgendes Ergebnis, in Vergleich gesetzt zu früheren Kommunalwahlen:
| Stadtverordnetenversammlung – Kommunalwahlen 2021 | Stadtverordnetenversammlung – Kommunalwahlen 2021 |
| --- | --- |
| Stimmenanteil in %Wahlbeteiligung: 60,2 % 3020100 26,523,915,713,59,94,13,33,2 CDUGrüneSPDOBG-FWdFDPAfDLinkeKlimahGewinne und Verlusteim Vergleich zu 2016 %p 10 8 6 4 2 0 −2 −4 −6 −8−10−0,9+9,9−8,5+0,1+1,9−5,5−0,1+3,2CDUGrüneSPDOBG-FWFDPAfDLinkeKlimaAnmerkungen:d Oberurseler Bürgergemeinschaft – Freie Wählerh Klimaliste | SitzverteilungInsgesamt 45 Sitze - Linke: 2 - SPD: 7 - Klimaliste: 1 - Grüne: 11 - FDP: 4 - Oberurseler Bürgergemeinschaft (OBG)-FW: 6 - CDU: 12 - AfD: 2 |

| Parteien und Wählergemeinschaften | Parteien und Wählergemeinschaften             | 2021     | 2021  | 2016     | 2016  | 2011     | 2011  | 2006     | 2006  | 2001     | 2001  |
| Parteien und Wählergemeinschaften | Parteien und Wählergemeinschaften             | Anteil a | Sitze | Anteil a | Sitze | Anteil a | Sitze | Anteil a | Sitze | Anteil a | Sitze |
| --------------------------------- | --------------------------------------------- | -------- | ----- | -------- | ----- | -------- | ----- | -------- | ----- | -------- | ----- |
| CDU                               | Christlich Demokratische Union Deutschlands   | 26,5     | 12    | 27,4     | 12    | 32,3     | 15    | 41,9     | 19    | 41,2     | 18    |
| Grüne                             | Bündnis 90/Die Grünen                         | 23,9     | 11    | 14,0     | 6     | 19,8     | 9     | 11,4     | 5     | 10,5     | 5     |
| SPD                               | Sozialdemokratische Partei Deutschlands       | 15,7     | 7     | 24,2     | 11    | 23,8     | 11    | 29,1     | 13    | 29,0     | 13    |
| OBG-FW                            | Oberurseler Bürgergemeinschaft – Freie Wähler | 13,5     | 6     | 13,4     | 6     | 16,6     | 7     | 9,0      | 4     | 6,1      | 3     |
| FDP                               | Freie Demokratische Partei                    | 9,9      | 4     | 8,0      | 4     | 5,2      | 2     | 8,6      | 4     | 8,6      | 4     |
| AfD                               | Alternative für Deutschland                   | 4,1      | 2     | 9,6      | 4     | –        | –     | –        | –     | –        | –     |
| Linke                             | Die Linke                                     | 3,3      | 2     | 3,4      | 2     | 2,3      | 1     | –        | –     | –        | –     |
| Klimaliste                        | Klimaliste Oberursel                          | 3,2      | 1     | –        | –     | –        | –     | –        | –     | –        | –     |
| WILO                              | WählerInitiative Lebenswertes Oberursel       | –        | –     | –        | –     | –        | –     | –        | –     | 4,6      | 2     |
| Ungültige Stimmen in %            | Ungültige Stimmen in %                        | 2,1      | –     | 2,6      | –     | 3,5      | –     | 3,1      | –     | 2,4      | –     |
| Gesamtzahl Sitze                  | Gesamtzahl Sitze                              | 45       | 45    | 45       | 45    | 45 b     | 45 b  | 45 b     | 45 b  | 45       | 45    |
| Wahlbeteiligung in %              | Wahlbeteiligung in %                          | 60,2     | 60,2  | 52,9     | 52,9  | 52,0     | 52,0  | 47,2     | 47,2  | 54,5     | 54,5  |

Es waren 45 Stadtverordnete sowie die Ortsbeiräte der Stadt für die nächste Legislaturperiode ab 1. April 2021 zu wählen. Von 34.267 Wahlberechtigten gingen 20.619 zur Wahl. Somit stieg die Wahlbeteiligung von 52,9 Prozent im Jahr 2016 auf 60,2 Prozent im Jahr 2021.

### Bürgermeister und Magistrat

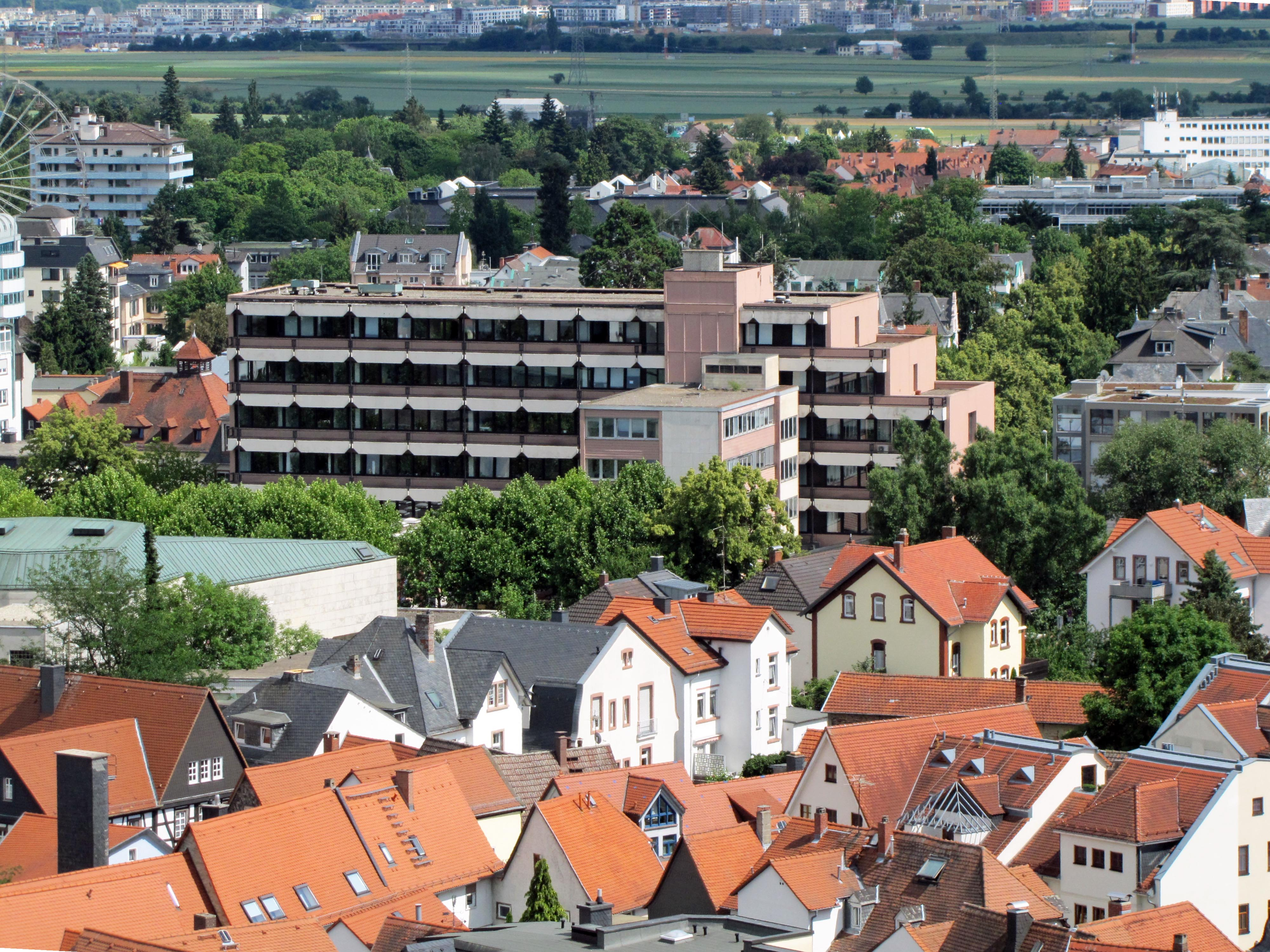
Das Rathaus

Nach der hessischen Kommunalverfassung wird der Bürgermeister für eine sechsjährige Amtszeit gewählt, seit dem Jahr 1993 in einer Direktwahl, und ist Vorsitzender des Magistrats, dem in der Stadt Oberursel (Taunus) neben dem Bürgermeister hauptamtlich ein Erster Stadtrat und ein weiterer Stadtrat sowie ehrenamtlich 14 Stadträte angehören. Bürgermeisterin ist seit dem 15. Oktober 2021 Antje Runge (SPD). Sie wurde als Nachfolgerin von Hans-Georg Brum (SPD), der nach drei Amtszeiten nicht wieder kandidiert hatte, am 28. März 2021 in einer Stichwahl bei 50,8 Prozent Wahlbeteiligung mit 51,5 Prozent der Stimmen gewählt.
Amtszeiten der Bürgermeister
- 2021–2027 Antje Runge (SPD)[37]
- 2003–2021 Hans-Georg Brum (SPD)[38]
- 1996–2003 Gerd Krämer (CDU)
- 1990–1996 Thomas Schadow (CDU)
- 1978–1990 Rudolf Harders (CDU)
- 1972–1978 Karlheinz Pfaff (SPD)
- 1960–1972 Heinrich Beil (CDU)
- 1946–1960 Heinrich Kappus (CDU)
- 1933–1945 August Weß (NSDAP)

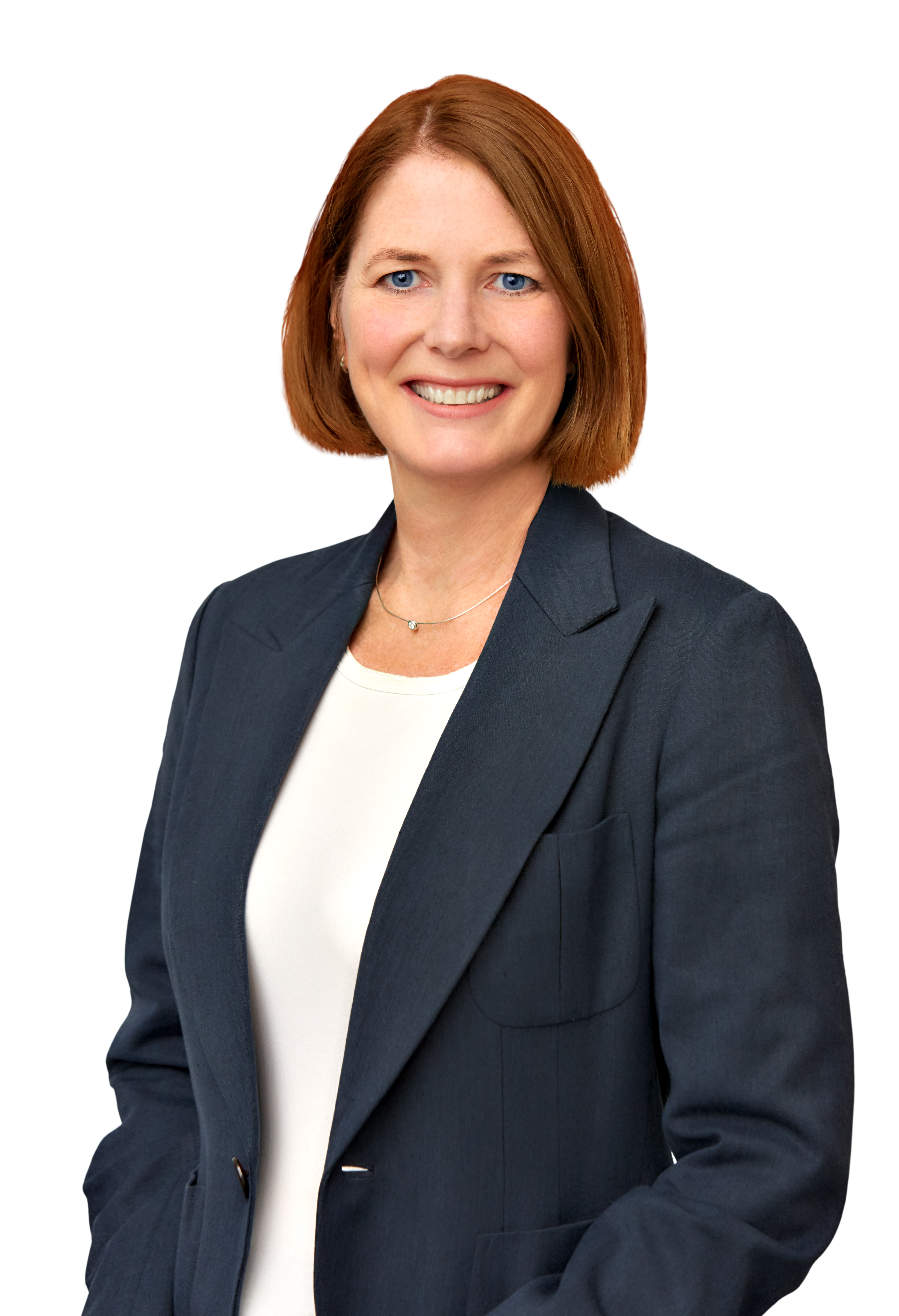
Bürgermeisterin Antje Runge

- 1933 Karl Lange (NSDAP) (27. März bis 27. Oktober)
- 1926–1933 Karl Horn
- 1897–1926 Josef Füller (DVP)
- 1891–1897 Wilhelm Weiler
- 1869–1890 Jakob Aumüller
- 1849–1868 Georg Kunz

Magistrat
Der Magistrat ist als Kollegialorgan die Verwaltungsbehörde der Stadt. Er besteht aus dem Bürgermeister als Vorsitzenden, dem Ersten Stadtrat und weiteren Stadträten. In der Praxis besteht die weit überwiegende Mehrheit des Magistrats aus ehrenamtlichen Mitgliedern. Die Zahl der hauptamtlichen Stadträte darf die der ehrenamtlichen jedenfalls nicht übersteigen.
Der Magistrat besorgt die laufende Verwaltung und wird von den Bediensteten der Stadt unterstützt. Diese stellt er ein, befördert und entlässt sie. Er trifft die Entscheidungen zu laufenden Verwaltungsangelegenheiten, bereitet gemeinsam mit der Verwaltung die Beschlüsse der Stadtverordnetenversammlung vor und führt diese aus. Er wirkt mit bei der Ausführung der Gesetze und Verordnungen innerhalb der Stadt, bei der Verwaltung des Vermögens, bei der Erstellung des Haushaltsplanes sowie bei der Überwachung des Kassen- und Rechnungswesens. Auch die Wahrung der Bürgerinteressen ist seine Aufgabe. Er vertritt die Gemeinde nach außen, führt den Schriftwechsel und vollzieht die Gemeindeurkunden. Er tagt unter Vorsitz des Bürgermeisters in nicht-öffentlichen Sitzungen. An den Sitzungen der Stadtverordnetenversammlung nimmt der Magistrat ohne Stimmrecht teil.
Die ehrenamtlichen Stadträte werden von der Stadtverordnetenversammlung in oder bald nach der konstituierenden Sitzung für die fünfjährige Wahlperiode bis zur nächsten Kommunalwahl in den Magistrat gewählt. Für die Dauer ihrer Wahlzeit werden sie zu Ehrenbeamten ernannt und können zwar zurücktreten, aber im Gegensatz zu hauptamtlichen Magistratsmitgliedern nicht abgewählt werden. Die Stärke der in der Stadtverordnetenversammlung vertretenen Fraktionen spiegelt sich grundsätzlich in der Zusammensetzung des ehrenamtlichen Magistrats wider.
Hauptamtliche Stadträte werden von der Stadtverordnetenversammlung auf die Dauer von sechs Jahren als Wahlbeamte gewählt. In der Stadt Oberursel (Taunus) gibt es drei hauptamtliche Magistratsmitglieder: Bürgermeisterin Antje Runge (SPD), Erster Stadtrat und Stadtkämmerer Jens Uhlig (CDU), seit 1. Juli 2024 im Amt und hauptamtlicher Stadtrat Andreas Bernhardt (OBG Freie Wähler), seit 26. September 2024 im Amt.
Nach dem Geschäftsverteilungsplan der Bürgermeisterin sind diese drei als Dezernenten jeweils für einen Teil der Ämter und Fachbereiche der Stadtverwaltung zuständig.

### Wappen
| | Blasonierung: „In Blau ein silberner Schild mit zwei roten Sparren, darüber die wachsende, golden gekrönte und golden nimbierte, rot gekleidete hl. Ursula, die mit der Rechten drei silberne Pfeile, mit der Linken ein sechsspeichiges silbernes Rad emporhält.“ |
| Wappenbegründung: Die ursprünglich drei Sparren weisen auf die Herren von Eppstein hin, deren Ort die Stadt zur Zeit ihrer Stadterhebung 1444 war, das Mainzer Rad auf Kurmainz, zu dem sie 1581 kam. Das Wappen wurde 1908 unter Verminderung der Sparrenzahl auf zwei amtlich anerkannt. | |

### Städtepartnerschaften
- Épinay-sur-Seine,  Frankreich, seit 1964
- Rushmoor,  Vereinigtes Königreich, seit 1989

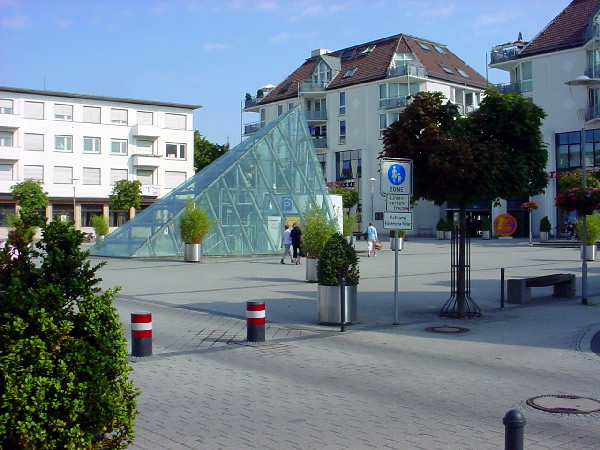
Blick über den Epinayplatz im Jahr 2004

- Lomonossow,  Russland, seit 2003, seit 2004 Stadtteil von Peterhof, seit 4. März 2022 wird die Partnerschaft infolge der russischen Invasion in die Ukraine 2022 ausgesetzt[48]
- Ursem,  Niederlande, heute Koggenland, 1971 mit dem heutigen Stadtteil Stierstadt abgeschlossen und 1972 von Oberursel übernommen. Die Partnerschaft wird überwiegend von Stierstadt betreut.

### Städtefreundschaft
- Wassylkiw,  Ukraine, seit 2025

### Gründungsort der AfD
Am 6. Februar 2013 gründete eine 18-köpfige Gruppe in Oberursel (Taunus) die politische Partei Alternative für Deutschland (AfD). Der Gruppe gehörten u. a. die zeitweiligen Bundessprecher Konrad Adam und Bernd Lucke an.

## Kultur und Sehenswürdigkeiten
In der Liste der Kulturdenkmäler in Oberursel (Taunus) stehen die Kulturdenkmäler der Stadt Oberursel.

### Museen

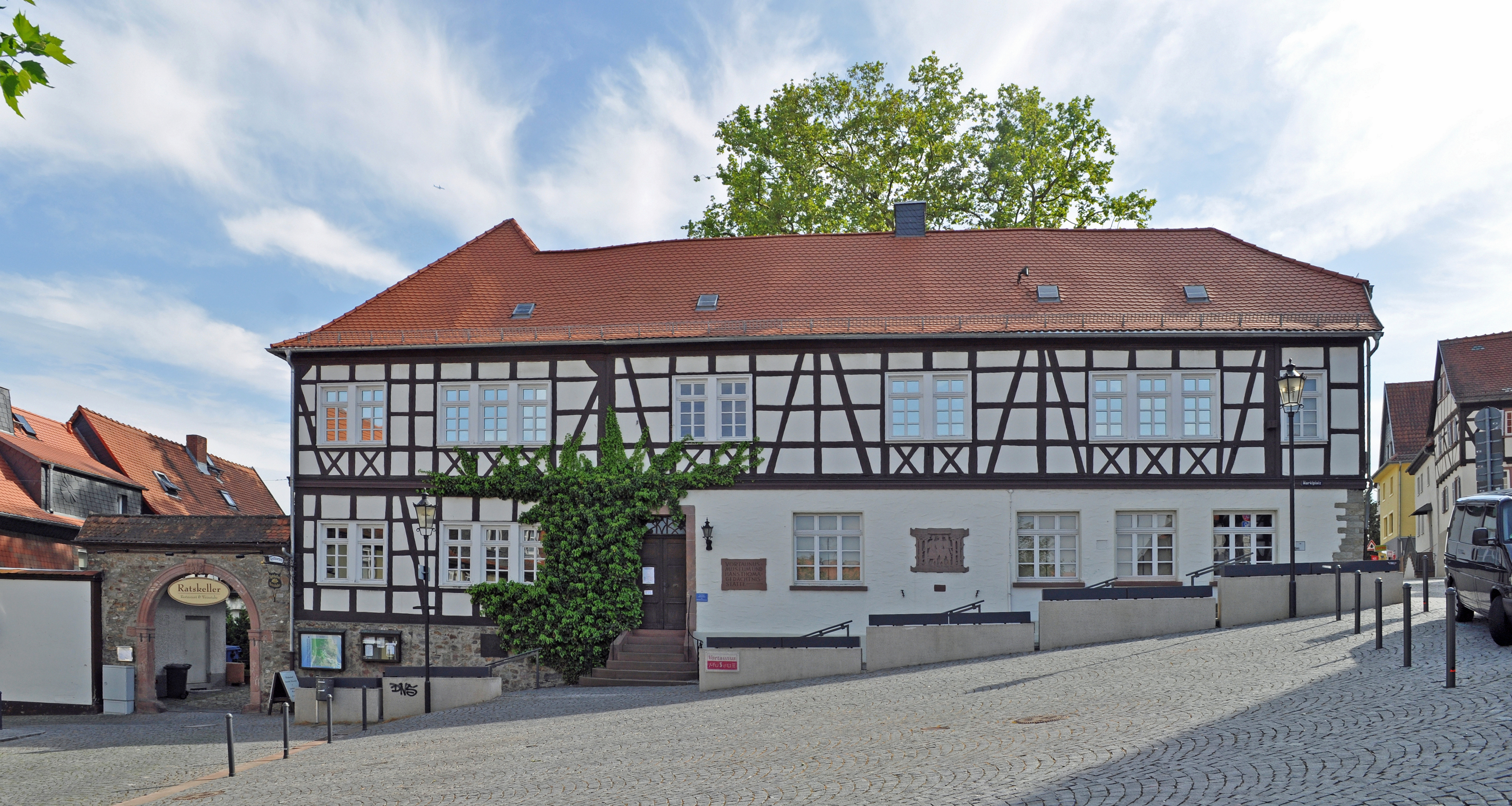
Das Vortaunusmuseum am Marktplatz

Am Marktplatz 1 findet sich das Vortaunusmuseum, dessen Schwerpunkt auf der Stadtgeschichte, der keltischen Frühgeschichte (Heidetränk-Oppidum) und dem in Oberursel entstandenen Seifenkistenrennen liegt. Außerdem zeigt das Turmmuseum in der „Hohen Wacht“ die Geschichte der St.-Ursula-Kirche und ihres Kirchturms in den letzten 1000 Jahren.

### Stadthalle
Bereits seit 1961 wurde über eine Stadthalle in Oberursel diskutiert. 1979 wurde mit dem Bau der heutigen Stadthalle gegenüber dem Rathaus begonnen. Für damals 23 Millionen Deutsche Mark (in heutiger Kaufkraft 32 Millionen Euro; noch Mitte der 1970er Jahre war man von 7,3 Millionen Deutsche Mark ausgegangen) wurde die Stadthalle an der Stelle der früheren Götzenmühle errichtet. Die Basis bildet eine Tiefgarage mit 250 Stellplätzen. Diese war ursprünglich auch als Schutzbunker für 2500 Menschen ausgelegt. Die eigentliche Stadthalle verfügte bei der Eröffnung 1982 über ein Kino, Vereinsräume, eine Kegelbahn und den großen Konzertsaal mit 1.170 Plätzen. Der Betrieb der Stadthalle liegt seit 1985 bei den Stadtwerken. 2001 wurde der Kinobetrieb aus wirtschaftlichen Gründen eingestellt.

### Alter Friedhof
Der Alte Friedhof entstand 1618 und liegt in der Kernstadt sowie zu einem kleinen Teil in Bommersheim. Markant ist die 1939 errichtete Trauerhalle.

### Musik
Während der Sommerferien organisiert der Verein Kunstgriff ein Kulturprogramm für Daheimgebliebene, den Orscheler Sommer. In diesem Rahmen kommt es zu Freiluftkonzerten lokaler Bands und Filmvorführungen auf dem Rathausplatz sowie im Museumshof.
Der Förderkreis Liebfrauen veranstaltet klassische und zeitgenössische Konzerte in der Liebfrauenkirche.
In unregelmäßigen Abständen finden im Jugendcafé Portstrasse Konzerte statt, beispielsweise seit 2010 eine monatlich stattfindende „Friday Night JamSession JaZZ“. In dem gleichen Café Portstrasse, dem ehemaligen Restaurant Taunusblick, finden auch noch viele andere Kulturveranstaltungen statt, unter anderem einen wöchentlichen Kinoabend.

### Sport

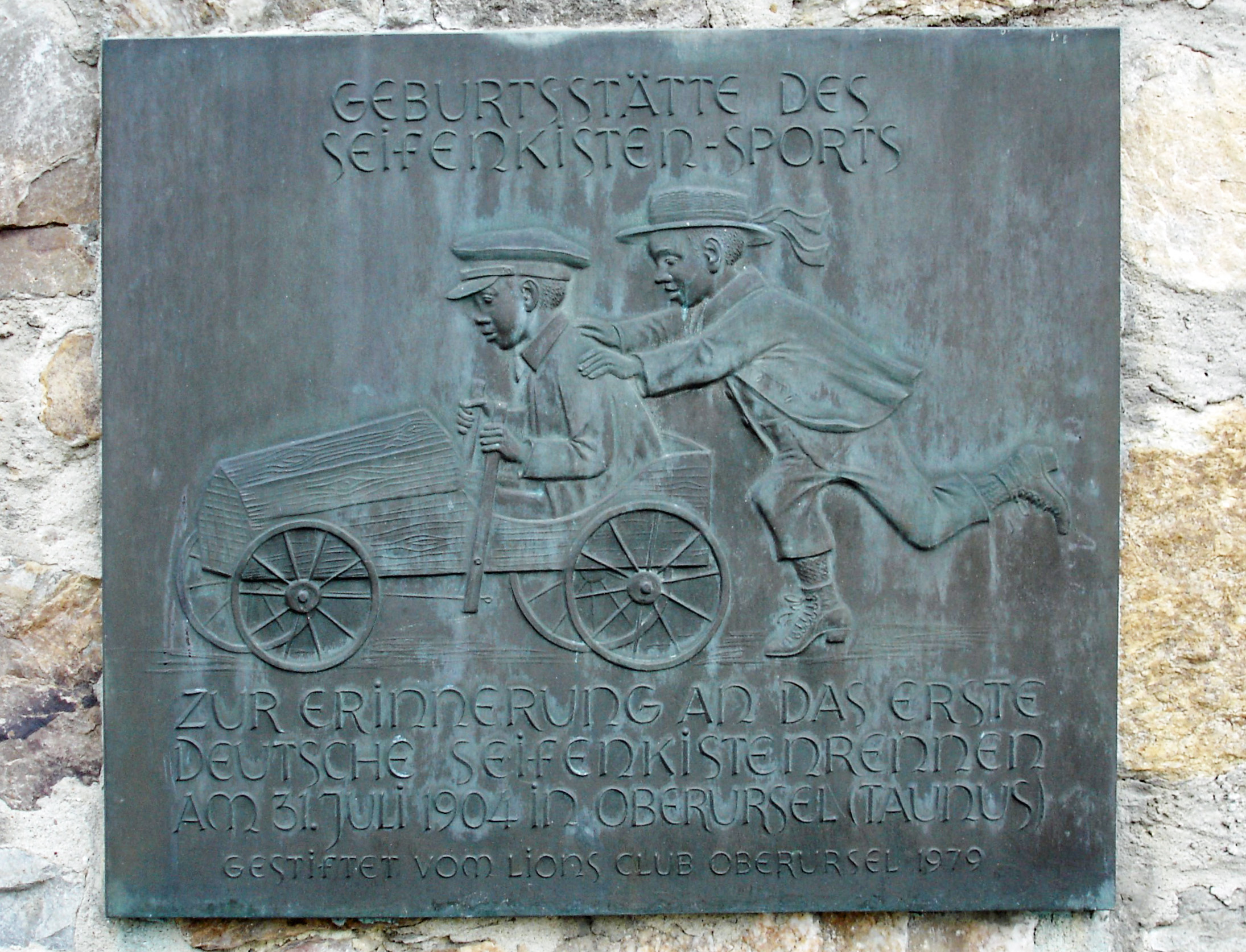
Gedenktafel zur Erinnerung an das erste deutsche Seifenkistenrennen 1904

In Oberursel wurde am 31. Juli 1904 das erste Seifenkistenrennen auf deutschem Boden ausgetragen.
Der größte Oberurseler Sportverein ist die TSG Oberursel. Die TSGO hat Abteilungen für Handball, Volleyball, Basketball, Badminton, Leichtathletik, Judo, Tanzen (Standard- und lateinamerikanische Tänze). Ergänzt wird das Angebot durch die Bereiche „Gymnastik und Fitness“, Turnen und Gesundheitssport. Die Handball-Mannschaft der Männer spielt in der Landesliga Mitte. Am Jugend-Handballturnier „Orscheler Bembel“ der TSGO nehmen seit 1976 jährlich bis zu 125 Mannschaften aus bis zu 14 Nationen teil. Die TSGO organisiert den traditionellen Brunnenfestlauf anlässlich des Oberurseler Brunnenfestes.
Die Fußballer des 1. FC 04 Young Boys Oberursel gewannen in der Saison 1951/1952, damals noch unter dem Namen FC 04 Oberursel, den Hessenpokal. Mit dem 1. FFV Oberursel spielt eine Frauenfußballmannschaft in der Gruppenliga Frankfurt. Ein weiterer Fußballverein vor Ort ist Eintracht Oberursel. Erfolgreich hat sich auch der Schachverein Oberursel etabliert, der bereits im Jahre 1921 gegründet wurde. 2002 gewann der Verein die hessische Blitzschachmeisterschaft.
Oberursel beherbergt 5 Tennisvereine: TC89 Oberstedten, TC76 Weißkirchen, TC Stierstadt, Tennis Club TSG und den Tennisclub Oberursel 1901 welcher zu den ältesten Tennisclubs Deutschlands gehört.
Oberursel verfügt mit dem Golfclub Oberursel Skyline über einen eigenen Golfverein, der am 17. August 2006 gegründet wurde. Ursprünglich verfolgte der Club das Ziel, einen eigenen Golfplatz in Oberursel zu errichten. Dieses Vorhaben konnte bislang nicht realisiert werden, da kein geeignetes Gelände gefunden wurde. Die Mitglieder des Golfclubs Oberursel Skyline nutzen daher im Rahmen einer Kooperationsvereinbarung die Anlage des Golfclubs Schloss Braunfels. Dort findet auch jährlich die Oberurseler Stadtmeisterschaft im Golf statt.
Seit 2009 ist Oberursel auch die Austragungsstätte der Deutschen Duathlon-Meisterschaften auf der Kurzdistanz. Veranstalter ist die Triathlonabteilung des Schwimmclubs Oberursel zusammen mit der Deutschen Triathlon Union.
Die Triathlonabteilung des SCO umfasst ca. 100 Mitglieder und unterhält mehrere erfolgreiche Liga-Mannschaften.
Sportliches Aushängeschild ist die erste Herrenmannschaft in der 2. Triathlon-Bundesliga.
Am 6. Juni 1937 wurde das Oberurseler Freibad durch Gauleiter Sprenger eröffnet. Das Bad war vom Reichsarbeitsdienst gebaut worden. Der Bau hatte 212.500 Reichsmark gekostet. Der Eintritt kostete 40 Pfennig für Erwachsene und 10 Pfennig für Kinder. Nach dem Krieg wurde das Bad durch die amerikanische Besatzungsmacht beschlagnahmt. 1953 wurde es für zwei Tage die Woche und 1954 vollständig freigegeben.

### Freizeit
Koordinaten: 50° 12′ 29,2″ N, 8° 33′ 57″ O

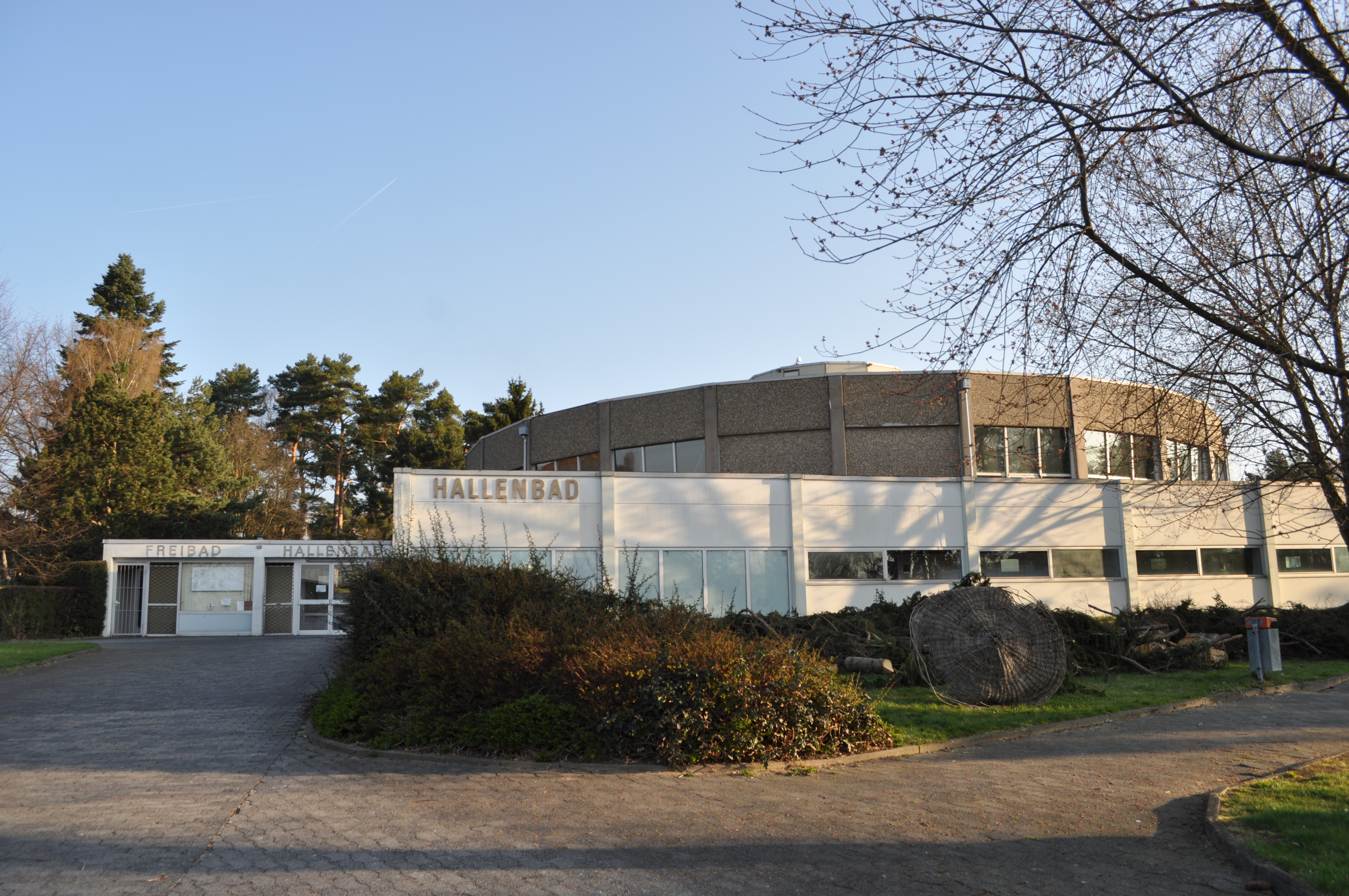
Ehemaliges Hallenbad

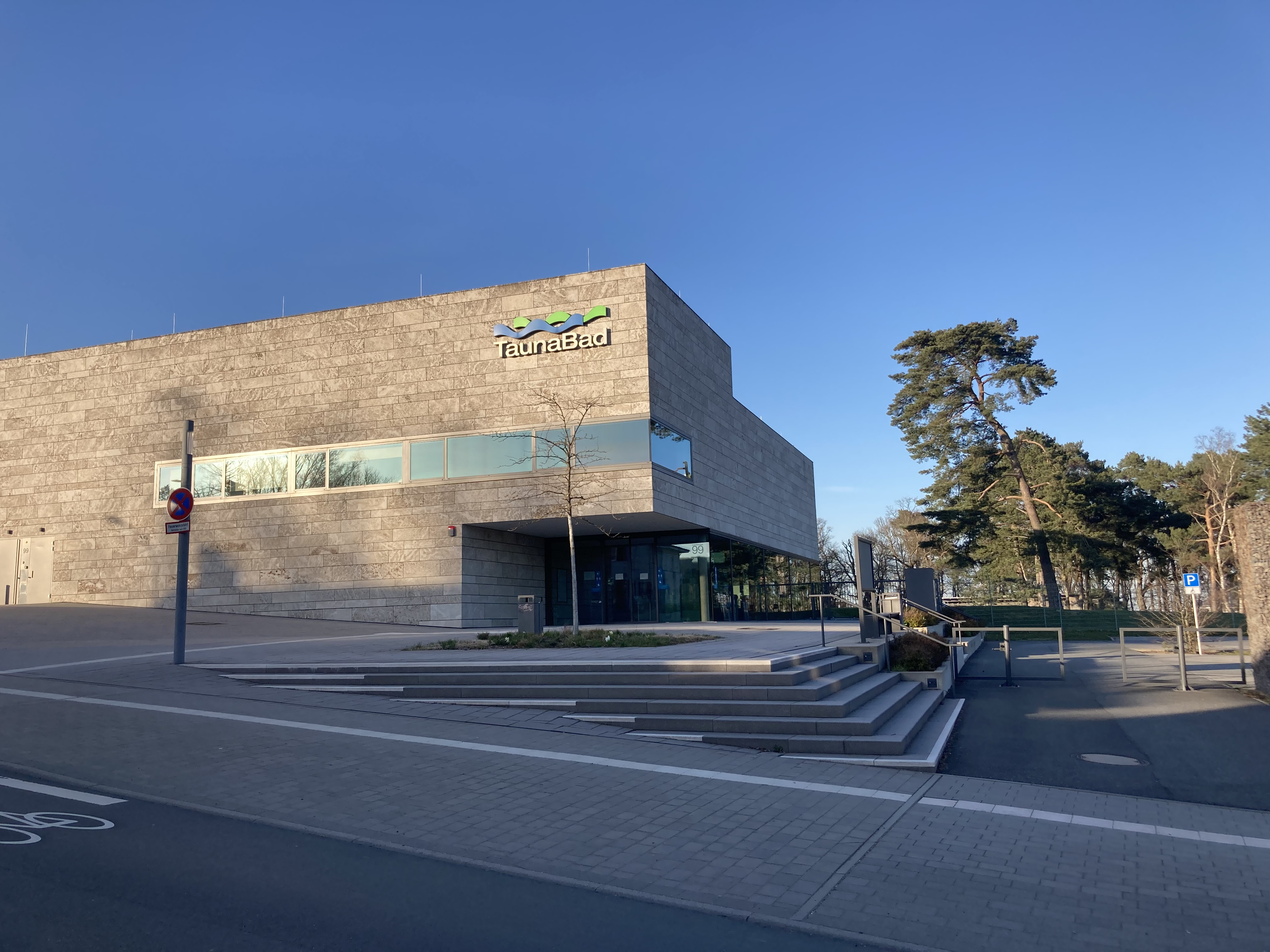
Taunabad Eingangsbereich, 2021

Die Stadtwerke Oberursel unterhalten ein Hallen- und Freibad, welches im Grünen, aber dennoch zentral liegt. Der Bau des Freibades erfolgte in den Jahren 1934 bis 1936. Am 7. Juni 1937 wurde das Bad feierlich eröffnet. Das Hallenbad Oberursel wurde im September 2008 aus statischen Gründen geschlossen. Der Erhalt wurde kontrovers diskutiert, da die Anlagen technisch veraltet waren und dringend saniert werden mussten. Gemäß Beschluss der Stadtverordnetenversammlung sollte eine Sanierung mit einem Budget von 15 Millionen Euro realisiert werden. Im Dezember 2014 wurde das neue Taunabad eröffnet.
Das Taunabad war seit der Einweihung schon mehrmals aufgrund von Mängeln am Bau für jeweils mehrere Wochen geschlossen. Zuletzt im Jahr 2018, als ein Schaden am Dach repariert werden musste.

### Schillerturm
Koordinaten: 50° 12′ 38,5″ N, 8° 33′ 33,1″ O

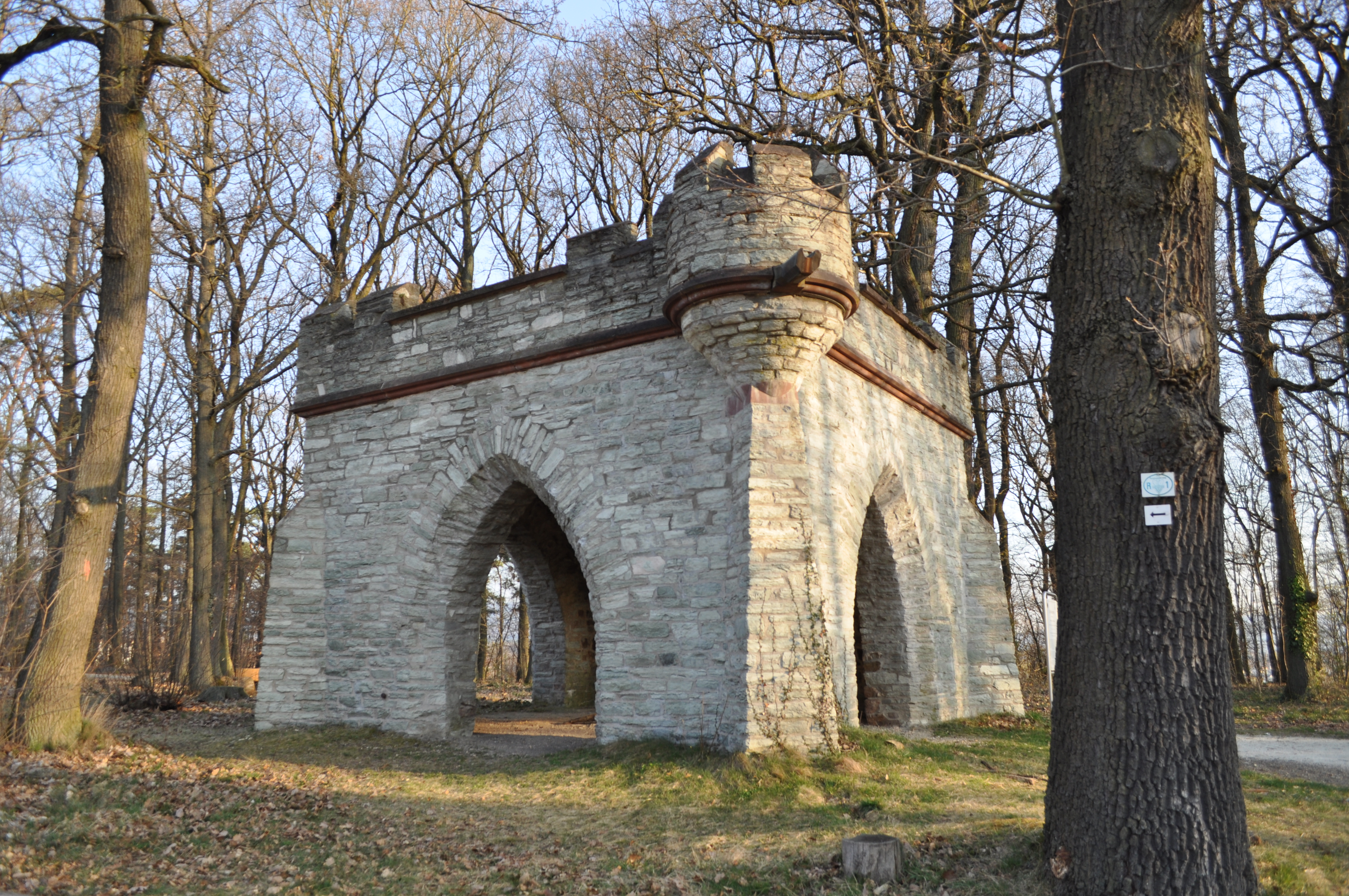
Schillerturm

Zu Ehren von Friedrich Schiller wurde der Schillerturm durch Oberurseler Bürger und den Taunusklub errichtet. Die offizielle Weihe erfolgte am 7. Mai 1905. An Schillers hundertstem Todestag, dem 9. Mai 1905, wurde der Turm der Öffentlichkeit übergeben.
Auf einem vier Meter hohen Steinsockel war ein 12,5 Meter hoher Aussichtsturm aus Eisen angebracht. Die Lage auf dem Höhenrücken erlaubte einen Blick auf den Taunus, nach Frankfurt und über das Rhein-Main-Gebiet. Anfang der 60er Jahre war der Turm sanierungsbedürftig. Durch die inzwischen gewachsenen Bäume war die Sicht auch nicht mehr gegeben. Die Stadt, die 1960 Eigentümerin geworden war, ließ daher den Metallturm 1964 abreißen. Der Steinsockel blieb stehen und verfiel weiter.
1986 wurde aufgrund einer Initiative des Taunusklubs eine Sanierung des Sockels durchgeführt. 2007/2008 erfolgten erneut Sanierungen.

### Regelmäßige Veranstaltungen
Höhepunkt in jedem Jahr ist in Oberursel das Brunnenfest im Frühsommer, das tausende Besucher aus dem Umland in die Stadt zieht. Weiterhin feiern die Oberurseler jährlich den Taunuskarnevalumzug, das Rheingauer Weinfest auf dem Marktplatz und im Herbst die Taunuskerb auf dem Festplatz Bleiche. An jedem ersten Adventswochenende bietet ein Weihnachtsmarkt neben Essen und Getränken vor allem selbstgemachten Weihnachtsschmuck an.
Der Altstadtmarkt findet während der Saison an Samstagen auf dem Marktplatz und Wochenmärkte auf dem Epinay-Platz an den Mittwoch- und Samstagsvormittagen statt. In Oberursel-Weißkirchen findet ebenfalls ein Markt auf dem Parkplatz An der Bleiche samstagvormittags statt.
Seit 1904 finden in Oberursel Seifenkistenrennen statt; nach zweijähriger Unterbrechung wird diese Tradition von der Stadt Oberursel in Kooperation mit dem Verein „Kunstgriff“ im Jahr 2009 wieder aufgenommen.

### Hessentag

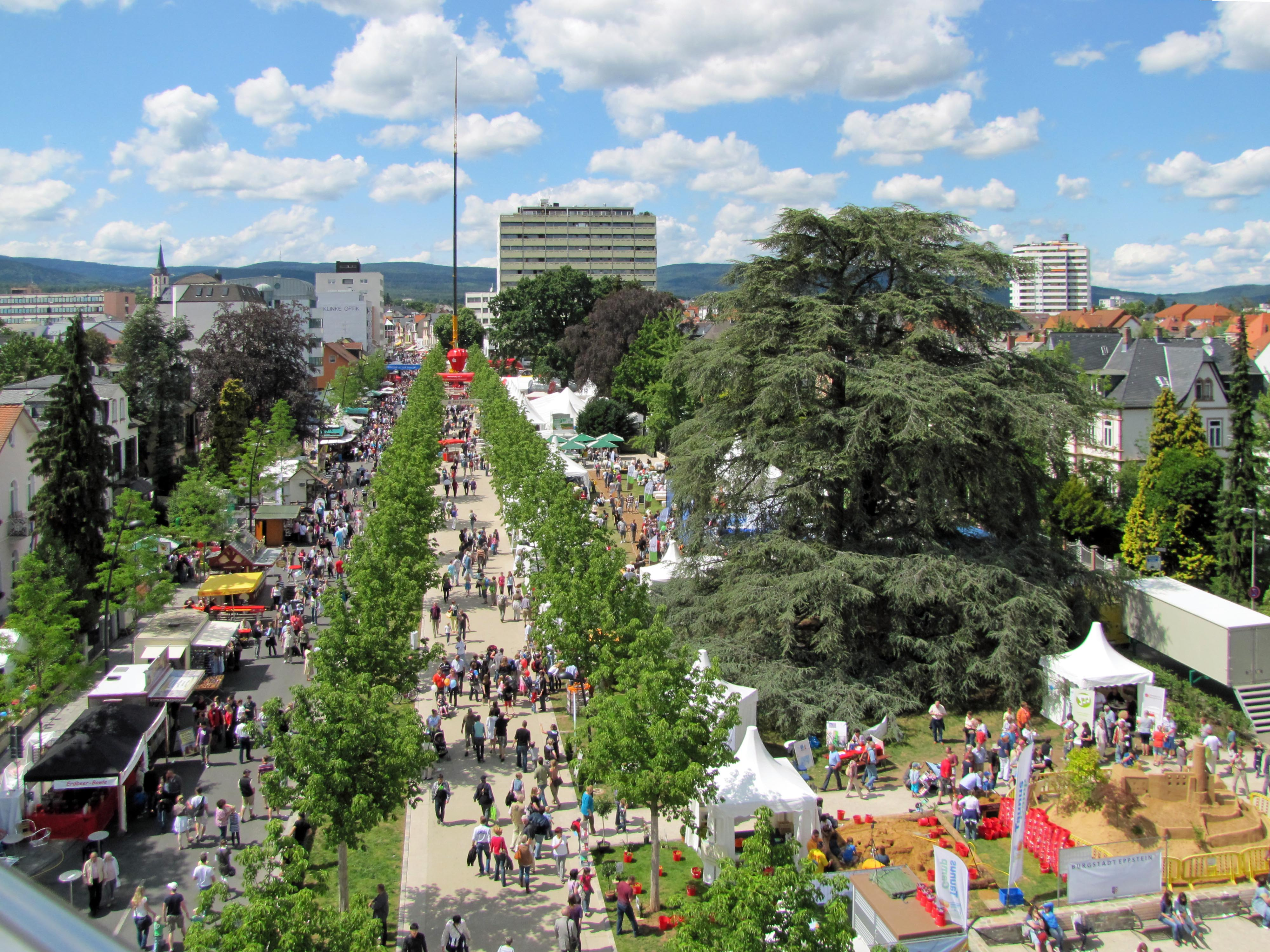
Die Adenauerallee beim Hessentag 2011

Die Stadt Oberursel war vom 10. bis 19. Juni 2011 Austragungsort für den 51. Hessentag.

## Wirtschaft und Infrastruktur
Oberursel gilt, wie einige weitere Taunusstädte, als wohlhabend und ist für seine bevorzugten und verhältnismäßig teuren Wohnlagen bekannt. Darüber hinaus wies die Stadt Oberursel im Jahr 2020 einen weit überdurchschnittlichen Kaufkraftindex von 137,1 des Bundesdurchschnitts auf. Lediglich die angrenzenden Städte Königstein mit 204,4 Prozent, Kronberg mit 183,1 Prozent und Bad Homburg mit 153,8 Prozent verzeichneten im Jahr 2018 jeweils einen deutlich höheren Wert.

### Verkehr

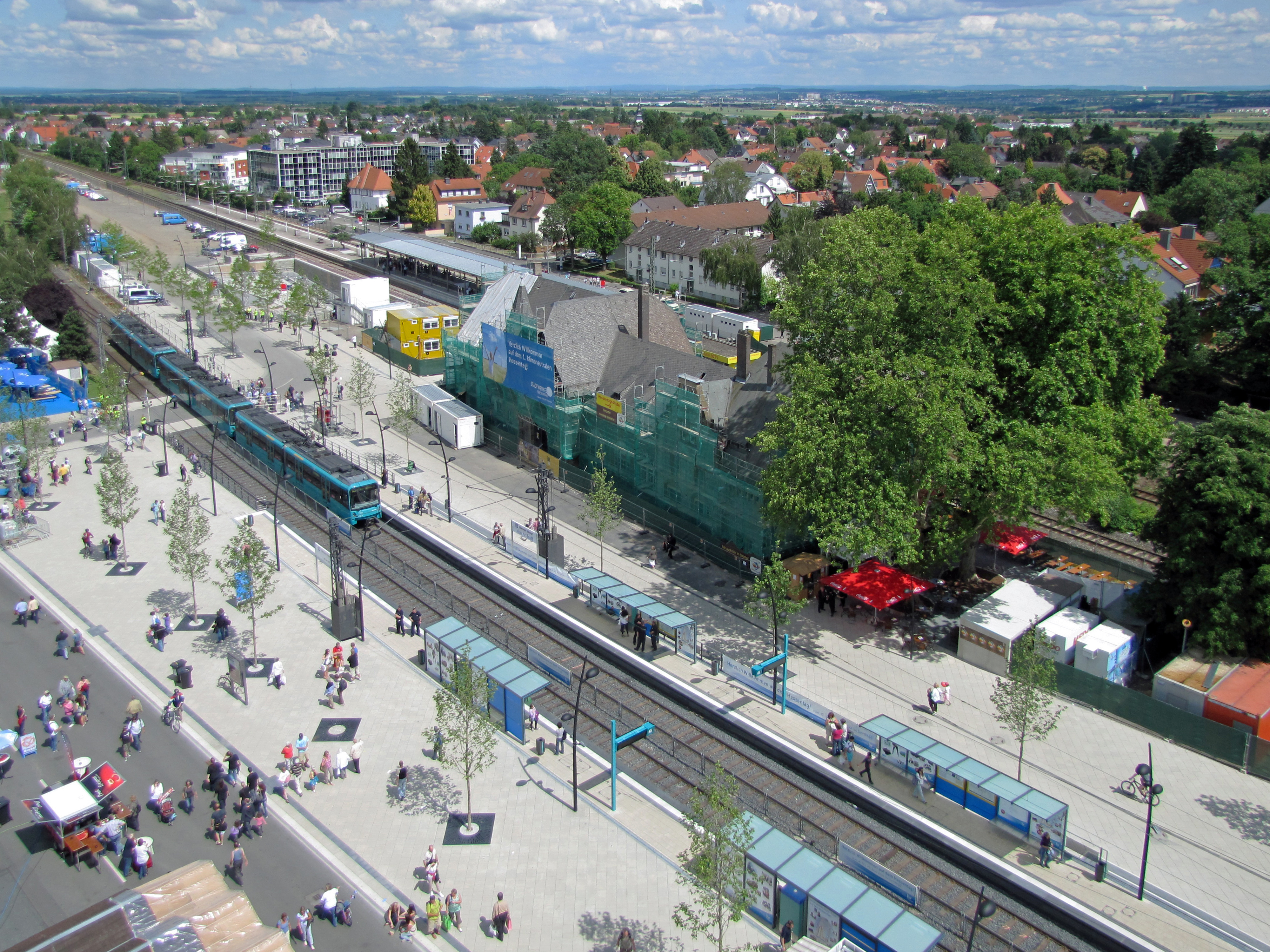
S-Bahn-, U-Bahn- und Busanschluss am Bahnhof

Oberursel ist über die Autobahn A 661 (Anschlussstellen Oberursel-Nord – oberes Ende der Autobahn – und Oberursel-Mitte) zu erreichen. Das nahegelegene Bad Homburger Kreuz verbindet mit der A 5. Der Flughafen Frankfurt Main ist über diese in etwa 20 Minuten zu erreichen.
Außerdem gibt es eine Landstraßenverbindung parallel links der U-Bahn-Strecke zwischen Frankfurt-Niederursel und Oberursel-Weißkirchen, sowie Oberursel-Bommersheim und rechtsseitig parallel der U-Bahn einen asphaltierten Weg für den landwirtschaftlichen Verkehr, der jedoch vorrangig durch Radfahrer und Fußgänger genutzt wird.
Mehrere Buslinien, davon zwei Schnellbusse, verbinden Oberursel mit Königstein, Bad Homburg, Karben, Wiesbaden und Weilrod. Daneben betreiben die Stadtwerke Oberursel weitere innerstädtische Linien, davon jeweils drei als Tages-, Abend- und Schulbuslinien. Bis zur Einführung eines durchgehenden Betriebes der S-Bahnen an Wochenenden am 10. Dezember 2017 verband eine Nachtbuslinie Oberursel an Wochenendnächten mit Frankfurt. Seitdem verkehrt der Nachtbus als Anschluss an die S-Bahn auf einem Rundkurs durch Oberursel.
Der Bahnhof Oberursel (Taunus) wird von der U3, welche in Oberursel insgesamt elf Stationen hat und an der Station Oberursel-Hohemark endet, der Linie S5 S-Bahn Rhein-Main, die davor im Stadtgebiet bereits an den beiden Stationen Oberursel-Stierstadt, und Oberursel-Weißkirchen/Steinbach hält, sowie der Regionalbahn-Linie RB 15 bedient (siehe auch: Bahnhöfe in Oberursel).
Die Eisenbahnstrecke durch Oberursel wird Bestandteil der Regionaltangente West, die voraussichtlich im Jahr 2026 in Betrieb gehen wird. Damit wird ein direkter Anschluss unter anderem an den Flughafen Frankfurt Main hergestellt. Spatenstich für den durch Oberursel führenden Abschnitt war im Dezember 2023.
Oberursel soll zudem an den Radschnellweg FRM5 angeschlossen werden, der den Taunus mit Eschborn und Frankfurt am Main verbinden soll. Die Machbarkeitsstudie wurde im Dezember 2020 vorgestellt.
Die innerstädtische Schienenstrecke der heutigen U-Bahn existiert seit 1899. Die Frankfurter Lokalbahn betrieb zunächst eine Kleinbahn vom Bahnhof zur Hohemark mit Dampfbetrieb, seit 1910 gibt es eine durchgehende elektrische Straßenbahn- und jetzige U-Bahn-Verbindung von der Hohemark über Oberursel-Bahnhof und Frankfurt-Heddernheim in die Frankfurter Innenstadt, Teil der heutigen U3.

### Ansässige Unternehmen

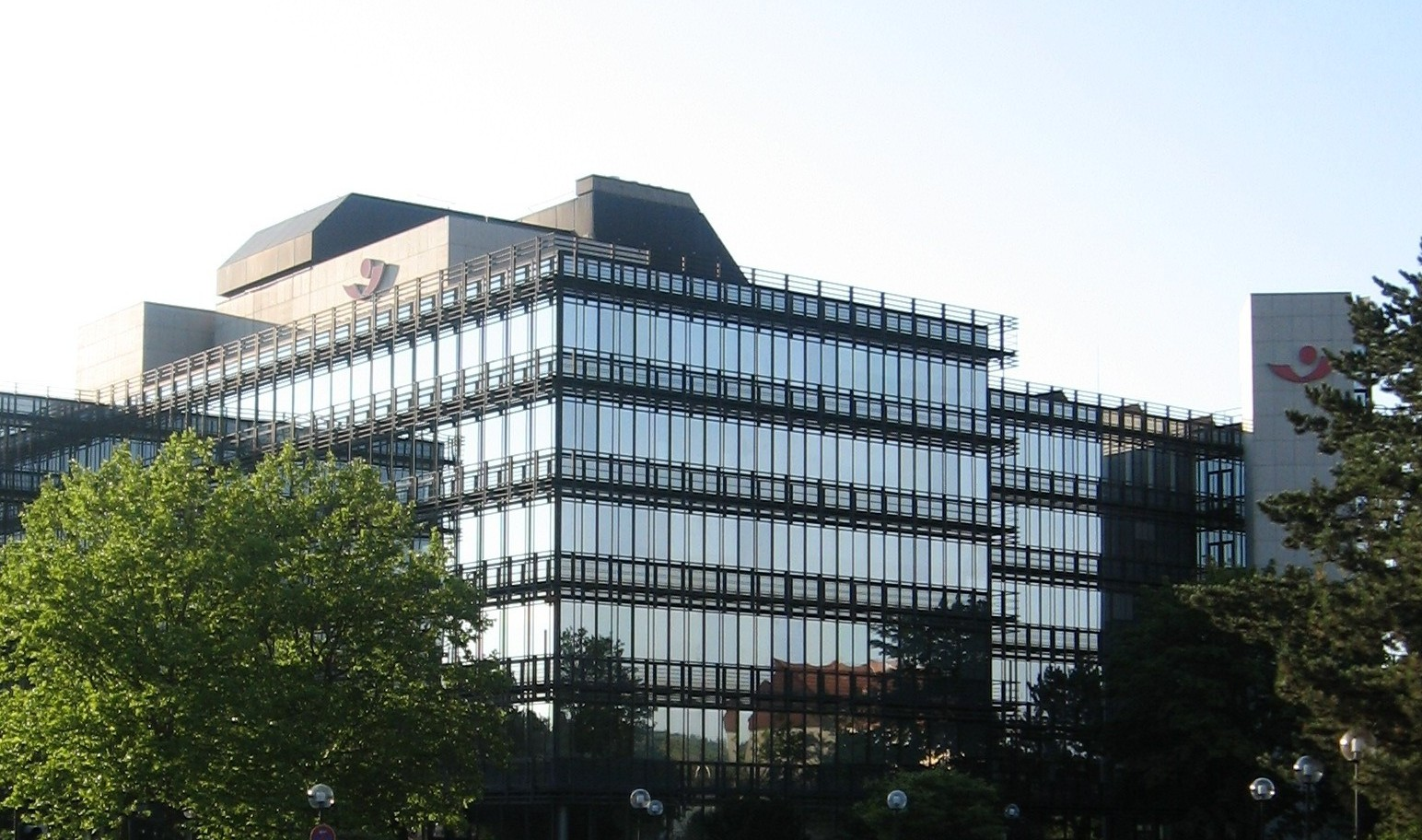
Zentrale der Alte Leipziger in Oberursel

In Oberursel sind viele international bekannte Unternehmen angesiedelt. Ein Branchenschwerpunkt ist mit bekannten Vertretern im Bereich Versicherungs- und Finanzdienstleistung sowie der Touristik gegeben.
Gegenwärtig befindet sich in Oberursel die Unternehmenszentrale der Avis-/Budget-Autovermietung. Als bedeutender Stellvertreter der Versicherungsbranche ist die Alte Leipziger zu nennen.
Oberursel ist (Haupt-)Sitz vieler international tätiger produzierender Unternehmen wie Motorenfabrik Oberursel heute Rolls-Royce, Outotec, Monier Braas, Barth Galvanik oder Weppler Filter. In jüngerer Zeit haben sich ausgezeichnete Unternehmen aus dem Bereich Mess-, Regel- und Verfahrenstechnik wie Horiba Europe, Messko, Meier Gastechnik angesiedelt und etabliert. ZES ZIMMER Electronic Systems ist auf dem Gebiet der Präzisions-Leistungs-Messtechnik seit 1980 in Oberursel tätig.
Der bekannte japanische Autohersteller Mazda unterhält im Stadtteil Weißkirchen das europäische Mazda-Designzentrum, in dem neben den beiden weiteren Standorten in den Vereinigten Staaten und Japan neue Designstudien für die kommenden Fahrzeuggenerationen entwickelt werden.
Am Rande der Stadt befindet sich die überregional bekannte Klinik Hohe Mark für Psychotherapie und Psychiatrie. Sie war einst eine bekannte Kurklinik für den europäischen Hochadel und ging im Jahr 1933 in die Trägerschaft des Deutschen Gemeinschafts-Diakonieverbandes (DGD) mit Sitz in Marburg über, in der sie sich noch heute befindet.
Seit 1996 hat die Stiftung für die Rechte zukünftiger Generationen ihren Sitz am Ort.
Fresenius Kabi unterhält einige Liegenschaften in Oberursel, hat seinen offiziellen Unternehmenssitz und weitere Liegenschaften jedoch in Bad Homburg.
Mehrere deutschlandweit agierende Verbände haben in Oberursel ihren Sitz.
Der Textilverlag Zimmer + Rohde befindet sich am Ort.
Thomas Cook Deutschland mit Tochterunternehmen wie Neckermann Reisen oder Condor Flugreisen hatte seinen Firmensitz in Oberursel und ging 2019 in die Insolvenz. Ein anderes Unternehmen des Touristikwirtschaftszweiges mit Sitz in Oberursel, Aero Lloyd, wurde im Jahr 2012 insolvent.

### Medien
Regelmäßige Nachrichten aus Oberursel finden sich in den Hochtaunusausgaben der Frankfurter Neuen Presse und der Frankfurter Rundschau sowie in geringerem Umfang auch in der Frankfurter Allgemeinen Zeitung. Darüber hinaus vertreibt der Hochtaunusverlag die kostenlose Wochenzeitung Oberurseler Woche. Seit dem 13. September 2010 veröffentlicht zudem die Gorma Medien den Oberurseler Stadtkurier.
Die ökumenische Zeitung kritischer Christen, Publik-Forum, hat ihr Redaktionsbüro in Oberursel.
Oberursel diente als Kulisse für die hr-Produktion Ich war eine glückliche Frau über zwei unterschiedliche Paare. Die Dreharbeiten fanden zwischen Juli und August 2016 statt.
Oberursel verfügt über eine Stadtbibliothek. Deren Medienangebot umfasst unter anderem Buch-, Musik- und Filmmedien. Der Finken Verlag hat ebenfalls seinen Unternehmenssitz in Oberursel und stellt Lernspiele und Arbeitsmittel für Kindergarten und Schule her.

### Bildung

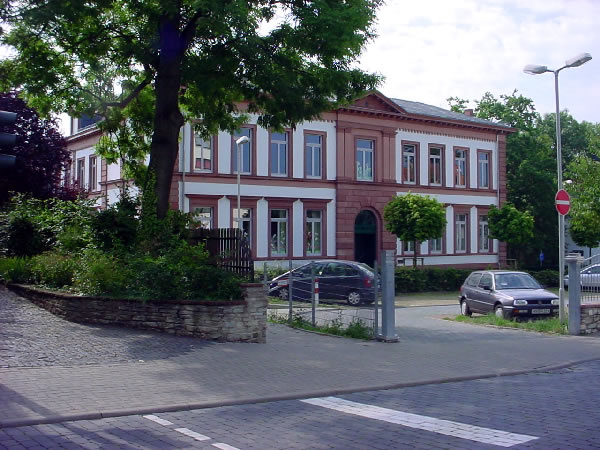
Grundschule Mitte

Neben sieben Grundschulen in allen Stadtteilen finden sich im Bereich der weiterführenden Schulen das Gymnasium Oberursel, die Erich-Kästner-Schule (kooperative Gesamtschule mit Förderstufe und gymnasialen Eingangsklassen) und die Integrierte Gesamtschule Stierstadt.
An Förderschulen gibt es die Hans-Magiera-Schule, eine Schule mit dem Förderschwerpunkt Geistige Entwicklung, und die Hans-Thoma-Schule, eine Schule für Lernhilfe und Förderung der körperlichen und motorischen Entwicklung.
Zudem sind in Oberursel die wirtschaftsbezogene Feldbergschule, die Hochtaunusschule (verschiedene, beruflich ausgerichtete Schulzweige unter anderem auch berufliches Gymnasium und Berufsschule) und die Frankfurt International School angesiedelt.
Des Weiteren gibt es folgende Bildungs- bzw. Forschungseinrichtungen in Oberursel:
- Albrecht-Strohschein-Schule, Heilpädagogische Schule auf anthroposophischer Grundlage
- Freie Waldorfschule Oberursel
- SIS Swiss International School
- Fachschule für Sozialpädagogik
- Lutherische Theologische Hochschule Oberursel der Selbständigen Evangelisch-Lutherischen Kirche
- BASA Jugendwerkstatt Hochtaunus
- Reformhaus-Fach-Akademie
- Bildungszentrum (seither: Verwaltungsschule) der Bundesagentur für Arbeit
- Volkshochschule Oberursel
- Musikschule Oberursel (Taunus)
- Institut für Bienenkunde der Johann Wolfgang Goethe-Universität Frankfurt am Main
- Früheres Bildungszentrum der BfG und der SEB Bank, heute Asylbewerberunterkunft
- Die Villa Gans diente als Bildungszentrum der DGB-Jugend
- Academy of Stage Arts (Schauspiel- und Musicalschule)

## Trivia

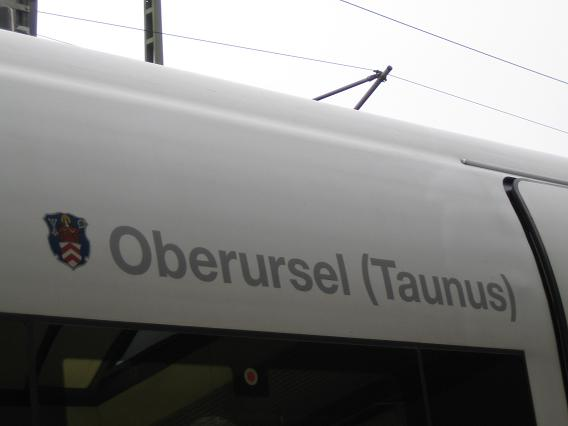
Taufname Oberursel (Taunus)

Die Stadt Oberursel (Taunus) ist Namensgeber und somit Taufname eines Triebzuges des Intercity-Express.

## Persönlichkeiten

### Ehrenbürger
Durch demokratisch gewählte Stadtverordnetenversammlungen und Gemeindevertretungen verliehene Ehrenbürgerschaften in der Reihenfolge ihrer Verleihung.
- Karl Wilhelm von Meister (1863–1935), Landrat und Regierungspräsident
- Franz Kexel (1849–1926), Rektor der Volksschule in Oberursel
- Josef Füller (1861–1953), langjähriger Bürgermeister von Oberursel
- Hermann Haack (1879–1954), Beigeordneter in Oberstedten
- August Brill (1879–1964), Direktor der Maschinenfabrik Turner
- Karl Herrmann (1883–1962), Beigeordneter in Oberstedten
- Friedrich Schweig (1874–1964), Gemeindevertreter in Stierstadt
- Emil Leutloff (1879–1964), Stadtkämmerer von Oberursel
- Peter Isidor Stillger (1896–1988), Hauptschullehrer in Stierstadt
- Heinrich Kappus (1892–1974), Bürgermeister von Oberursel
- Josef Hartmann (1889–1972), Pfarrer von St. Ursula
- Karoline (Lina) Himmelhuber (1896–1979), Stadträtin und Sozialpolitikerin in Oberursel
- Franz Dietz (1901–1979), Bürgermeister von Weißkirchen
- Franziska Schild (1905–1993), Stadträtin und Sozialpolitikerin in Oberursel
- Heinrich Beil (1907–1992), Bürgermeister von Oberursel
- Gustav Lang (1901–1986), Stadtverordnetenvorsteher von Oberursel
- Lia Wöhr (1911–1994), eigentlich Elisabeth Wöhr, Schauspielerin, Regisseurin, Tänzerin, Sängerin und Fernsehproduzentin.
- Heinz Gehrhardt (1905–1994), Generaldirektor Alte Leipziger Versicherungen in Oberursel und Mäzen, auch Ehrenbürger von Bad Gandersheim
- Heinrich Geibel (1918–2002), Bürgermeister von Stierstadt
- André Lesenne (1924–2006), Stadtrat für Internationale Beziehungen von Épinay-sur-Seine
- David Millington Welch (* 1931), Bürgermeister Borough of Rushmoor, England
- Margarete Portefaix (* 1929), Pädagogin
- Manfred Kopp (1933–2023), Pfarrer und Heimatforscher[63]

### Söhne und Töchter der Stadt
- Leonhard Mertz (um 1430–1498), Franziskaner-Frater und Orgelbaumeister
- Melchior Acontius (um 1515–1569), Humanist und Lyriker
- Johann Spies (um 1540–1623), Drucker und Verleger
- Franz Joseph Molitor (1779–1860), Religionsforscher und Lehrer
- Michael Kürtel (1798–1855), Schultheiß in Oberursel und Landtagsabgeordneter
- Georg Fell (1858–1938), Schlosser, Konsumgenossenschafter, Gewerkschafter, Sozialdemokrat und Manager
- Robert Aumüller (1878–1953), Industrieller, Vorsitzender der Wirtschaftsgruppe Zuckerindustrie
- Harold Winter (1887–1969), Bildhauer und Medailleur
- Johann Schmidt (1895–1977), Sprachforscher
- Edith Oppenheim-Jonas (1907–2001), Malerin, Zeichnerin und Karikaturistin
- Walter Jonas (1910–1979), Schweizer Maler, Grafiker, Kunstkritiker und der Schöpfer der urbanistischen Vision Intrapolis
- Arnold Münster (1912–1990), Chemiker (Physikalische Chemie)
- Georg Hieronymi (1914–1993), Maler und Bildhauer
- Anton Fischer (1924–2011), Kaufmann und Sportfunktionär
- Horst Wolf (1928–2015), Journalist
- Ernst Kalb (1930–2015), Domkapitular im Bistum Mainz
- Wilfried Straub (1939–2016), Fußballfunktionär, Vizepräsident des Deutschen Fußball-Bundes
- Florian Homm (* 1959), Börsenspekulant und Hedgefondsmanager

### Mit Oberursel verbunden
- Dietrich Sartorius († nach 1543), evangelischer Prediger der Reformationszeit.
- Erasmus Alberus (um 1500–1553), Theologe, Reformator und Dichter
- Friedrich Nippold (1838–1918), evangelischer Theologe[64]
- Hans Thoma (1839–1924), Maler und Grafiker
- Hans Cornelius (1863–1947), Philosoph, Psychologe und Pädagoge
- Otfried Nippold (1864–1938), deutsch-schweizerischer Jurist und Friedenskämpfer[65]
- Friedrich Fries (1865–1954), Kunsthistoriker und Museumsdirektor[64]
- Rudolf Schwander (1868–1950), Oberpräsident der preußischen Provinz Hessen-Nassau und Staatskommissar der Universität Frankfurt
- Adolf Friedländer (1870–1949), Psychiater und Begründer der Klinik Hohemark
- Frances Grun (1874–1946), Schriftstellerin
- Erwin Selck (1876–1946), deutscher Manager und Vorstand der I.G. Farben-Industrie AG
- Wilhelm Gerloff (1880–1954), Finanzwissenschaftler[65]
- Albert Calmes (1881–1967), Wirtschaftswissenschaftler und Historiker[66]
- Alfons Paquet (1881–1944), Journalist und Schriftsteller.[67]
- Otto Riesser (1882–1949), deutscher Pharmakologe und Physiologe jüdischer Abstammung[66]
- Fritz Schmidt (1882–1950), Betriebswirt[67]
- Wilhelm Kalveram (1882–1951), Betriebswirt[65]
- Kurt Aßmann (1883–1962), deutscher Marineoffizier, Archivar und Verfasser historischer Schriften
- Kurt Blaum (1884–1970), deutscher Politiker[68]
- Karl Horn (1888–1971), Altbürgermeister von Oberursel 1926–1933
- Ludwig Wilhelm von Gans (1869–1946), Unternehmer und Opfer des Nationalsozialismus
- Charlotte Landé (1890–1977), Stadtärztin von Frankfurt am Main 1926–1933 und (sozial-)medizinische Autorin
- Ludwig Ferdinand Clauß (1892–1974), Psychologe
- Hellmut Ritter (1892–1971), Orientalist
- Eduard Bornemann (1894–1976), Altphilologe[64]
- Wilhelm Oesch (1896–1982), deutsch-amerikanischer lutherischer Theologe und Hochschullehrer
- Werner Hilpert (1897–1957), Landesvorsitzender der CDU, Staatsminister für Wirtschaft und Verkehr, Minister der Finanzen
- Fritz Stamer (1897–1969), Pilot, Fluglehrer und Flugzeugkonstrukteur
- Victor Otto Stomps (1897–1970), Verleger und Schriftsteller
- Hugo Gontarski (1900–1963), erster Leiter des Instituts für Bienenkunde[67]
- Hans Kirsten (1902–1994), lutherischer Theologe und Hochschullehrer, Gründungsrektor der Lutherischen Theologischen Hochschule Oberursel
- Rudolf Kurtz (1910–1987), hessischer Politiker und Landtagsabgeordneter
- Lia Wöhr (1911–1994), Schauspielerin, Regisseurin, Tänzerin, Sängerin und Fernsehproduzentin
- Hanna Reitsch (1912–1979), Fliegerin
- Herbert A. Tulatz (1914–1968), Gewerkschafter und Politiker der SPD
- Gerda Johanna Werner (1914–2004), Malerin und Vorbild für die Baumpflanzerin auf den 50-Pfennig-Münzen
- Jürgen Ponto (1923–1977), Vorstandssprecher der Dresdner Bank
- Helmut Schlesinger (1924–2024), Bundesbankpräsident
- Heinz Köhler (1924–1994), Präsident des Bundesdisziplinargerichts in Frankfurt am Main
- Irmgard Folkers (1924–2009), Gründerin Aktionskomitee Kind im Krankenhaus
- Klaus Traube (1928–2016), ehemaliger Atomkraftmanager, der zum Kritiker der friedlichen Atomenergienutzung wurde
- Hanns Verres (1928–2003), Radiojournalist und Hörfunkmoderator
- Fritz Rau (1930–2013), Konzertimpressario
- Wolfgang Throll (1930–2016), Abgeordneter des Hessischen Landtags und Kämmerer von Oberursel
- Dietrich Sperling (1933–2023), Politiker (SPD) und ehemaliger Staatssekretär
- Ekkehard Gries (1936–2001), Jurist und Politiker (FDP)
- Franz Steinkühler (* 1937), ehemaliger Vorsitzender der IG Metall
- Tassilo von Grolman (* 1942), Designer
- Ernst Welteke (* 1942), ehemaliger Bundesbankpräsident
- Günther Merl (* 1946), ehemaliger Vorstandsvorsitzender der Landesbank Hessen-Thüringen
- Helena Döse (* 1946), schwedische Opernsängerin, Gesangspädagogin
- Dorothea Henzler (* 1948), ehemalige hessische Kultusministerin (FDP)
- Wolfgang Schaupensteiner (* 1948), Frankfurter Oberstaatsanwalt und „Korruptionsjäger“
- Dieter Zetsche (* 1953), ehemaliger Vorstandsvorsitzender der Daimler AG, ging in Oberursel auf das Gymnasium
- Jürgen Banzer (* 1955), ehemaliger Hessischer Justiz-, Kultus- und Sozialminister
- Hans Zippert (* 1957), Journalist
- Tilo Nest (* 1960), Schauspieler, Regisseur, Sänger lebte bis 1982 in Oberursel
- Ann Kathrin Linsenhoff (* 1960), Olympiasiegerin 1988 im Dressurreiten, hatte ihren Wohnsitz in Oberursel
- Armin Veh (* 1961), Fußballtrainer, wohnte während seines Engagements bei Eintracht Frankfurt in Oberursel[69]
- Norbert Abels (* 1953), Dramaturg, Publizist, Kulturwissenschaftler und Musiker
- Boris Guckelsberger (* 1968), Komponist
- Charlotte Link (* 1963), Schriftstellerin[70]
- Jürgen Laarmann (* 1967), Publizist und Journalist, ehemaliger Herausgeber der Zeitschrift Frontpage und Veranstalter der Loveparade
- Markus Janista „Canister“ (1979–2017), erster Graffiti-Konzeptkünstler mit Handwerkseintrag
- Stefan Ruppert (* 1971), Landesvorsitzender der FDP Hessen
- Kasper Hjulmand (* 1972), dänischer Fußballtrainer, wohnte während seiner Zeit beim 1. FSV Mainz 05 in Oberursel[71]
- Max Schradin (* 1978), Moderator von Call-in-Gewinnspielen
- John Degenkolb (* 1989), deutscher Radrennfahrer, hat seinen Wohnsitz in Oberursel[72]
- Haris Seferović (* 1992), Schweizer Fußballspieler bei Benfica Lissabon, wohnte während seines Einsatzes bei Eintracht Frankfurt in Oberursel[73]

### Ehrenmedaille
Der Magistrat kann die Ehrenmedaille der Stadt Oberursel (Taunus) an Persönlichkeiten verleihen, die sich um die Stadt Oberursel (Taunus) verdient gemacht oder Leistungen vollbracht haben, die einer Anerkennung würdig sind.
- 2025 Günter Wiedle: für seinen unermüdlichen ehrenamtlichen Einsatz bei der Pflege der Kreuzkapelle auf dem Alten Friedhof in Bommersheim.[74]
- 2024 Winfried Schmidt: in Anerkennung seines außerordentlichen Engagements für die Stadt Oberursel (Taunus)[75]
- 2021 Holger Himmelhuber[76]
- 2019 Willi Steffek und Paul Gerecht[77]
- 2018 Willi Seidenthal[78]
- 2009 Nasser Djafari[79]
- 1994 Gerda Johanna Werner: in Anerkennung ihres beruflichen Schaffens und ihres künstlerischen Wirkens[80]
- 1984 Pfarrer Klaus Fedler: Für seine Verdienste um den Bau des Gemeindezentrums Heilig Geist und die Erweiterung des Hauses Emmaus[81]

### Bürgermedaille
Die Bürgermedaille der Stadt Oberursel (Taunus) wird vom Magistrat auf Vorschlag des Bürgermeisters für „außergewöhnliche Leistungen auf ehrenamtlicher Basis im gesellschaftlichen Leben der Stadt Oberursel (Taunus)“ verliehen.
- 2024 Sportclub Eintracht Oberursel 1957 e. V.[82]
- 2023 Lokale Oberurseler Klimainitiative e. V.[83]
- 2022 Annette Andernacht („Nie wieder 1933“, Initiative Opferdenkmal e. V.)[84]
- 2022 Hubert Kraus (Städtepartnerschaft mit Ursem)[85]
- 2021 Graham Tappenden (Oberurseler Forum)[86]
- 2020 Marion Unger (Stadtführerin)[87]
- 2019 Psychosoziale Notfallversorgung (PSNV, frühe Krisenintervention bzw. KID) des DRK Kreisverband Hochtaunus e. V.[88]
- 2018 Eine-Welt-Verein Oberursel e. V.
- 2017 Wolfgang Börner (Hessentag 2011, Netzwerk Bürgerengagement, Oberursel Repariert)
- 2016 Interaktiv – Generationen füreinander Oberursel e. V.
- 2015 Kunstgriff e. V.
- 2014 Verein zur Förderung der Oberurseler Städtepartnerschaften e. V. & Association des Jumelages d’Èpinay
- 2013 Christa Fickert und Helene Netz (An-Zieh-Eck)[89]
- 2012 Inge und Dr. Eberhard Laeuen („Nie wieder 1933“, Initiative Opferdenkmal e. V.)
- 2012 Manfred Kopp (Stadtführer, Camp-King-Archiv)[90]
- 2011 Christian Peter & Charmaine Weisenbach (Hessentagspaar)
- 2010 Gisela Seyboth (Oberurseler Mieterbund)
- 2010 Vereinsring Oberursel
- 2009 Volkshochschule Hochtaunus
- 2008 Josef Friedrich (Lokalhistoriker)
- 2007 Nasser Djafari[91]
- 2006 Oberurseler WM-Dorf e. V.
- 2004 Reinhard Michel (Lokalhistoriker)[92]
- 2003 Margarete Portefaix[93]
- 2001 Stiftung für die Recht zukünftige Generationen[94]
- 1999 Marion, Hans-Otto und Michael Elbert (Direkte Hilfe für Kinder in Not e. V.)